# Decorazioni dei bronzi rituali cinesi
I c.d. "Bronzi rituali" (zh. 青銅器T, 青铜器S, Qīng Tóng QìP, Ch'ing T'ong Ch'iW) sono tra i più importanti pezzi dell'antica arte cinese, tanto apprezzati ed importanti da essere stati gestiti tramite un apposito catalogo dedicato nelle collezioni d'arte degli Imperatori della Cina. L'età del bronzo cinese iniziò durante la semi-mitica dinastia Xia (c. 2070–1600 a.C.) e contenitori rituali in bronzo costituiscono la maggior parte delle collezioni d'antichità cinesi con un apice durante la protostorica dinastia Shang (c. 1600–1046 a.C.) e la prima fase della dinastia Zhou (1045–256 a.C.), c.d. "dinastia Zhou occidentale".
La maggior parte degli antichi manufatti cinesi in bronzo sopravvissuti (vasi, strumenti o armi che siano) sono pertanto esemplari rituali e non d'uso pratico, le cui forti associazioni religiose ne favorirono la proliferazione quanto a tipi e fogge, ad un tempo "classici" per la forma e "totemici" per l'utilizzo, poi mutuati da altri media, come la porcellana cinese, nei periodi successivi dell'arte cinese. Le decorazioni dei bronzi rituali cinesi si declinarono di conseguenza in un carosello di decori plastici e superficiali eterogenei quanto gli oggetti su cui erano realizzati, seppur alcuni elementi e/o stilemi ricorrenti creino un repertorio standardizzato. Le decorazioni individuali non si limitarono a determinate tipologie di Bronzi: in linea di principio, su qualsiasi tipo d'oggetto poteva apparire qualsiasi tipo di decoro. Come valse per la foggia stessa dei Bronzi, anche la maggior parte delle loro decorazioni ebbe forme precursori in oggetti ceramici o di giada risalenti al IV millennio a.C.
Oltre ad essere classificati in tipologie, i Bronzi cinesi possono anche essere raggruppati a livello regionale o temporale analizzandone l'impianto decorativo. Pertanto, si riporta nel seguito una categorizzazione approssimativa basata sui soggetti raffigurati e su aspetti storico-culturali.

## Premessa

### Metallurgia
I primi manufatti in metallo (bronzo) sul territorio dell'attuale Cina datano alla Cultura di Majiayao (3100–2000 a.C.) nella Contea autonoma di Dongxiang (Gansu), Cina del Nord, un territorio che solo a distanza di secoli sarebbe stato interessato da una sinicizzazione vera e propria durante l'espansione dello stato di Qin (778–207 a.C.). La Majiayao, in realtà una delle Culture neolitiche cinesi, importò o ricevette i manufatti bronzei dai popoli non-cinesi della steppa eurasiatica, per es. la Cultura di Afanasevo (Siberia).
La metallurgia indigena del bronzo cominciò invece in Cina, apparentemente in modo autonomo, presso i siti della Cultura di Erlitou (2000–1500 a.C.), vicino Yanshi (Henan), lungo il corso inferiore del Fiume Giallo, secondo alcuni un sito della semi-mitica dinastia Xia e secondo altri della dinastia Shang. Ad Erlitou furono fabbricati i primi utensili e le prime armi cinesi in bronzo. Come valso per altre civiltà antiche (Egitto, Mesopotamia, Indo), gli insediamenti di Erlitou prima e quelli propriamente Shang poi sorsero nelle valli fluviali per necessità correlate all'introduzione dell'agricoltura intensiva. In Cina, tali aree mancavano però di giacimenti minerari e richiedevano l’importazione di materiale metallurgico.
Dall'età del bronzo alla dinastia Han (206 a.C.–220 d.C.), la tecnica principale utilizzata nell'antica Cina per fondere vasi rituali, armi e altri utensili era la fusione in pezzo unico tramite il procedimento che sarebbe poi stato definito "colata in sabbia". In questo processo, un modello del vaso finito, completo cioè anche di decorazioni, viene realizzato in argilla e lasciato indurire. Successivamente, si realizza un "negativo" del modello applicandovi sopra uno strato d'argilla bagnata che viene poi lasciata indurire e rimosso, mentre il modello è levigato per meglio fungere da nucleo che originerà l'interno vuoto del vaso. Al momento della colata, il negativo è chiuso intorno al modello-nucleo, garantendo comunque uno spazio tra i due tramite piccoli pezzi di bronzo e rame, le "coroncine", che permettano al bronzo fuso di spargersi nello spazio vuoto tra i due strati. Al raffreddarsi del bronzo, l'argilla era staccata dal vaso ed il processo era completo. Una variazione di questo processo di stampa è stata proposta come spiegazione dell'asimmetria che ogni tanto si riscontra tra le facce dei Bronzi che, di regola, dovrebbero invece essere simmetriche: il decoro non sarebbe stato realizzato sul modello e poi trasferito sul negativo bensì sarebbe stato realizzato direttamente sul negativo, con conseguente rischio d'intaccare le proporzioni tra modello e negativo.
Al contrario, il processo di fusione a cera persa consente all'artigiano di creare un modello in cera dell'oggetto desiderato sul quale il metallo andrà a posarsi durante la fusione, sciogliendolo e prendendone il posto. Spesso era necessario, nella fusione di recipienti di grandi dimensioni, fondere la parte principale, includerla nella costruzione di un altro stampo e quindi fondere le sporgenze, come il manico d'un vaso, su quel pezzo.

### Storia

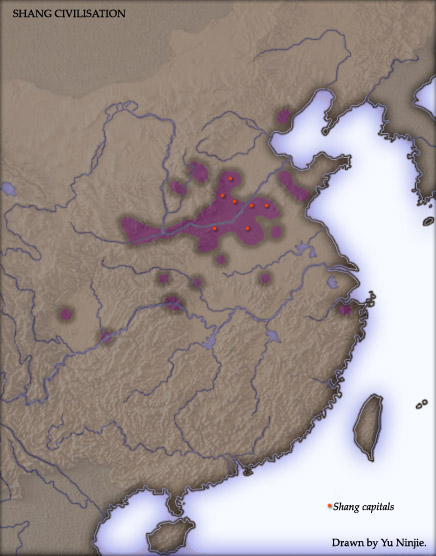
Localizzazione dei principali siti della dinastia Shang in Cina.

La Pianura della Cina del Nord, insieme a quella della Cina centrale, costituisce il cuore della Cina e viene spesso definita la «culla della cultura cinese». Qui si trovavano i centri urbani della semi-mitologica dinastia Xia (c. 2070–1600 a.C.), della proto-storica dinastia Shang (c. 1600–1046 a.C.) e della dinastia Zhou (1045–256 a.C.): Erlitou, il vero e proprio centro primordiale di promanazione; Luoyang; Erligang (attuale Zhengzhou); Yin Xu; Fenghuangshan e Fenghao. Queste dinastie, più propriamente culture, non governavano l'intera area in accordo alla visione moderna d'impero bensì, dai loro grandi centri lungo il corso medio e inferiore del Fiume Giallo, estendevano tramite il commercio (anche a lunga distanza) e la guerra una forma di governo diffuso sui popoli e le culture vicine.
Nel passaggio da Xia, a Shang ed infine Zhou si consolidò una forma culturale "cinese" dominante i cui caratteri passarono da una dinastia/cultura all'altra. La progressiva espansione della sfera di potere estese la sfera d'influenza verso sud, fino all'odierna provincia del Hunan. In gran parte, la cultura del Fiume Giallo si sovrappose a quelle periferiche ma persistettero sacche autonome non completamente uniformate, tanto che, delle sei principali aree culturali del Neolitico cinese e della prima età del bronzo, tutte sopravvissero fino al c.d. "Periodo degli Stati Combattenti" (453–221 a.C.) che chiuse l'esperienza Zhou e spianò la strada alla nascita dell'Impero cinese propriamente detto.
All'inizio dell'Età del bronzo cinese, l'uso di vasi per vino e cibo aveva uno scopo religioso. Il consumo delle bevande alcoliche, spec. il huangjiu o altro tipo di vino di riso, era fondamentale in questi riti al tempo degli Shang e pertanto i bronzi rituali più importanti erano quelli correlati alle bevande (le giare 壺T, 壶S, húP per veicolarle, le brocche gōng per versarle e le ciotole 簋T, guǐP per consumarle) laddove, invece, il 鼎T, dǐngP, lett. "Calderone" per il cibo, altro bronzo utilizzato nei rituali, aveva probabilmente una funzione secondaria. Il tutto trova il suo sostrato nelle credenze Shang legate allo sciamanesimo ed al culto degli antenati ove i sacrifici avevano lo scopo di placare gli antenati, il cui spirito se inquieto poteva tormentare i viventi, tramite delle libagioni che avrebbe garantito benessere e buona sorte anzitutto a Re-Sciamano Shang ed al suo popolo.
Durante la prima fase dell'Era Zhou (c.d. "dinastia Zhou occidentale", 1045–771 a.C.), si verificò un cambiamento politico e culturale molto importante. Il re Zhou Wu (r. 1046–1043 a.C.), fondatore della nuova dinastia, credeva che i sovrani Shang fossero divenuti degli autocrati viziosi ed indegni il cui smodato consumo d'alcol aveva finito con il giocare loro il c.d. "Mandato del cielo", i.e. il loro diritto divino di regnare, portando così alla caduta della dinastia. A causa di questa convinzione, i vasi per il cibo (e il dǐng in particolare) sostituirono per importanza nelle funzioni cerimoniali quelli per il vino. I vasi di bronzo subirono quella che è stata chiamata la "Rivoluzione rituale". Non limitandosi ad usarli come strumenti nel sacrificio di cibo e vino agli antenati, gli Zhou fecero dei vasi rituali bronzei dei veicoli dello status del proprietario tanto ai vivi quanto agli spiriti dei morti, facendone dei potentissimi status symbol carichi anche di valore apotropaico da esibire tanto nelle dimore quanto nelle tombe, quali parte fondamentale del corredo funebre. I Tre riti (zh. 禮經T, 礼经S, LǐjīngP) degli Zhou, un classico della letteratura cinese, descrivono minuziosamente chi era autorizzato a usare quali tipi di vasi sacrificali e quanti: il Re di Zhou (zh. 王T, WángP o 國王T, Guó WángP) usava 9 dǐng e 8 vasi guǐ; un duca poteva usare 7 dǐng e 6 guǐ; un barone poteva usare 5 dǐng e 3 guǐ; e un visconte poteva usare 3 dǐng e 2 guǐ. I vasi dǐng e guǐ servirono come simboli di autorità per l'élite cinese fino al sopracitato Periodo degli Stati Combattenti.

### Tecnica

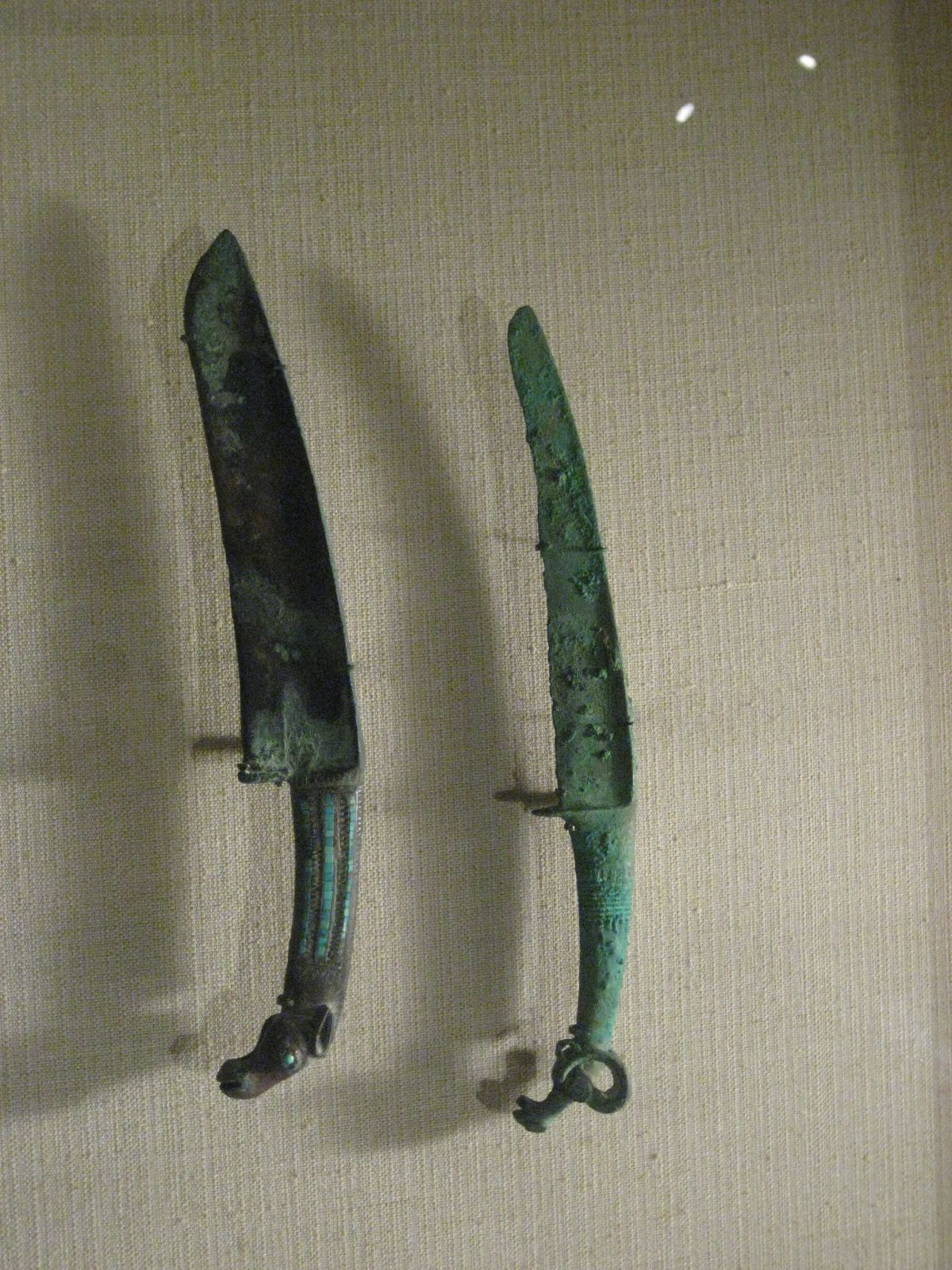
Fig. 1.
Coltelli in bronzo Shang dal sito di Anyang, con teste animali all'estremità del manico (a sx. un cavallo o un onagro) e intarsi in turchese.

L'impianto decorativo dei Qīng Tóng Qì era anzitutto impostato già in fase di fusione, come sopra ricordato. Le modalità di realizzazione, sia che si consideri la decorazione come inizialmente apposta sul modello-nucleo sia sul negativo, erano sostanzialmente tre: (i) incidendo delle linee nello stampo d'argilla a formare il disegno o la scritta voluti; (ii) imprimendo un'immagine, un'iscrizione o un disegno sull'argilla bagnata; o (iii) convogliando l'argilla morbida e semi-liquida in un sacchetto di pelle e poi, con un tubo molto sottile fatto d'osso o metallo, dosandone la distribuzione nello stampo per realizzare la decorazione, tecnica che comunque poteva permettere di realizzare un soggetto in bassorilievo ma non certo per le trame geometriche di fondo che andavano aggiunte poi.
Incisione
Come testé anticipato, la forma più basilare di decorazione, erede povera della glittica neolitica praticata dai cinesi con la preziosa giada, era realizzata tramite incisione. Le incisioni poteva essere praticate direttamente nello stampo, priva della fusione del pezzo, sia successivamente, per aggiungere i particolari più minuti.
Agemina
La tecnica d'intarsio ad agemina era nota in Cina almeno dalla Cultura di Erlitou e non costituiva pertanto una sfida tecnica per i bronzisti Shang o Zhou che, ciò nonostante, tesero vieppiù ad evitarla. Alla periferia del centro culturale Shang-Zhou, invece, ad esempio nel Sichuan, sin dal XII secolo a.C. furono realizzate placche di bronzo con intarsi di pietre semi-preziose. Il turchese era usato in Occidente così come nelle culture settentrionali. Tipici oggetti ritrovati nel cuore della Cina con lavori d'intarsio sono le placche decorative in turchese della Cultura di Erlitou, spesso simili ai maturi decori taotie degli Shang (v.si seguito). Fu comunque, come anticipato, una tecnica difficilmente adottate dagli Shang: pochi bronzi rituali di quel periodo ci sono pervenuti con intarsi di turchese, la maggior parte dei quali sono armi: scuri o coltelli (v.si Fig. 1). Solo secoli dopo, durante il Periodo delle primavere e degli autunni ed ancor più durante il Periodo degli Stati Combattenti, complice il diffondersi in Cina di un gusto artistico "barbaro", l'agemina tornò ad essere utilizzata. In quel periodo, l'agemina godette d'improvviso favore presso la committenza del regno di Jin.
Traforo
La tecnica decorativa del traforo, relativamente facile su oggetti essenzialmente piatti fusi tramite stampi d'argilla come i Bronzi cinesi, fu in uso sin dalla dinastia Shang e da questa passò agli Zhou. Si trattava d'una tecnica che i cinesi padroneggiavano sin dal Neolitico, avendola anzitutto praticata sulla giada.

## Soggetti
I manufatti cinesi in bronzo generalmente sono utilitaristici (come punte di lancia o lame di scure), o ritualistici, come i numerosi grandi tripodi sacrificali Dǐng che fanno la parte del leone nel novero dei Qīng Tóng Qì. Tuttavia, anche alcuni degli oggetti più utilitaristici recano i marchi di più elementi sacri. I cinesi decorarono tutti i loro oggetti in bronzo con tre tipologie di motivi: dèmoni, animali simbolici e simboli astratti.

### Taotie

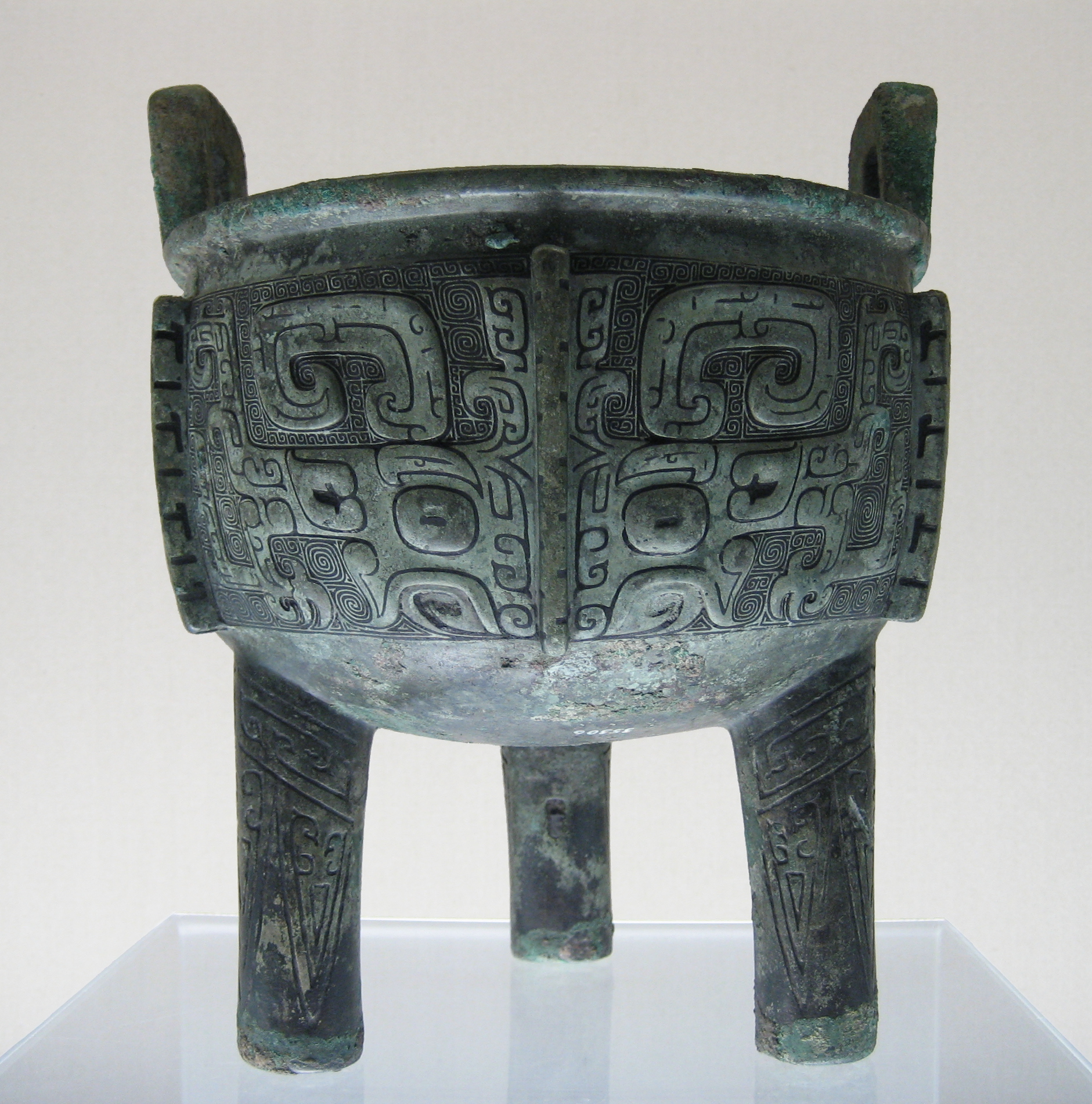
Fig. 2.
Tipica decorazione taotie su un della dinastia Shang.

La decorazione a maschera taotie (zh. 饕餮T, Tāo TièP, T'ao T'iehW), spesso descritta come una "Maschera d'Orco", è uno degli stilemi decorativi più noti dell'arte cinese e certo il più iconico nei bronzi rituali. È la rappresentazione di due occhi disposti attorno ad un asse centrale corredati da altri elementi bestiali/mostruosi: corna, zanne, ecc. Nelle prime produzioni, è un decoro molto semplice, basilare, praticamente i soli due occhi incisi nel bronzo che il divinatore utilizza nelle libagioni a sottenderne il ruolo mediatico, che successivamente s'arricchisce di particolari, financo un corpo, sproporzionatamente piccolo rispetto alla maschera, che sviluppa lungo i due lati simmetrici della superficie. Il taotie fu definitivamente codificato durante il c.d. "Periodo Anyang" (XIII-XI secolo a.C.) dell'Era Shang (Fig. 2).
Come anticipato, il taotie si componeva non solo d'occhi ma anche di zanne e mascelle, grandi corna, orecchie a forma di C, nonché zampe anteriori o artigli rudimentali disposti lateralmente e un addome anche dotato di coda. Più in generale, da un punto di vista squisitamente artistico, il taotie è il soggetto centrale le cui appendici danno lo spunto all'artista per lo sviluppo di secondi registri decorativi anche di soggetto diverso: es. le corna della maschera servono per sviluppare una decorazione a rilievo draghiforme; ecc. L'origine del taotie rimane per il momento poco chiara: è stato ipotizzato in varie occasioni che le raffigurazioni antropomorfe sui cong della Cultura di Liangzhu (3400–2250 a.C.) o simili placche decorative in bronzo con intarsi di turchese della cultura Erlitou (2000–1500 a.C.), il c.d. "Motivo a due occhi di Erlitou", potrebbero essere considerate precursori delle raffigurazioni taotie ma va parimenti osservato che i cong prodotti in epoca Shang sono tra i pochi manufatti a non essere mai decorati con il taotie.
L'etimo taotie è comunque astorico, non abbiamo cioè idea di come gli Shang che ne fecero largo uso chiamassero questa maschera. Essa compare, in relazione alla sua raffigurazione sui bronzi rituali, alla fine del Periodo degli Stati Combattenti: es. viene citato dal Cancelliere dello Stato di Qin, Lü Buwei, nella sua opera enciclopedica 呂氏春秋T, 吕氏春秋S, Lǚshì chūnqiūP, lett. "Annali della primavera e dell'autunno del Maestro Lu".

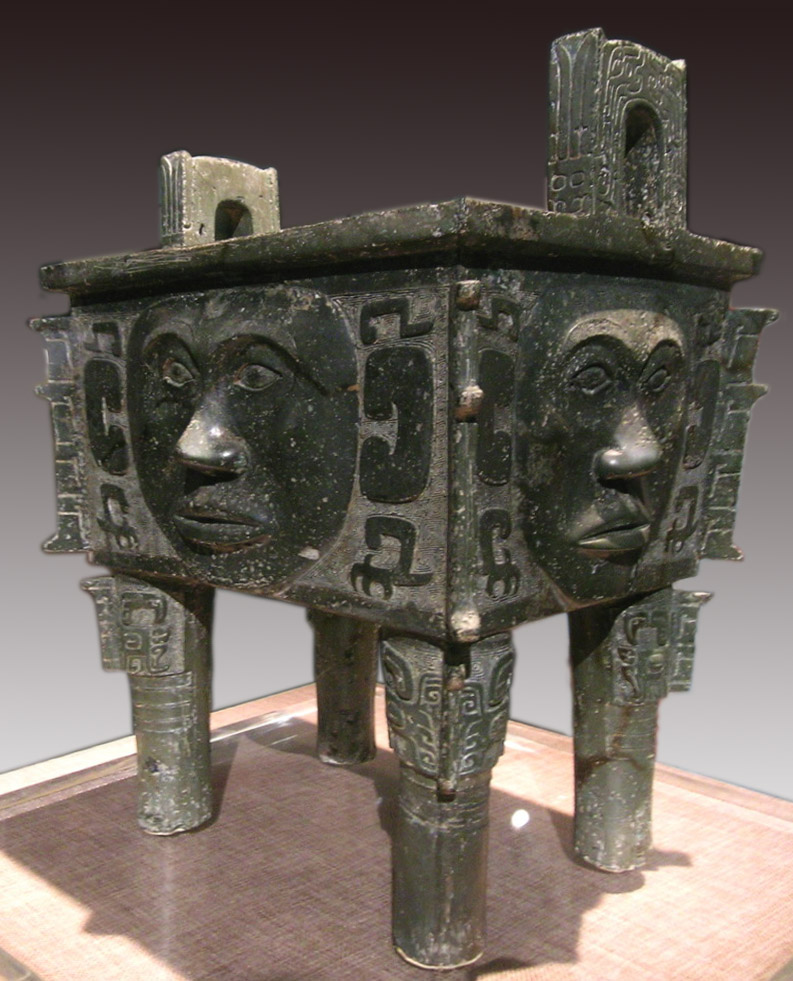
Fig. 3.
con rappresentazione naturalistica d'un volto, integrata da elementi tipici del taotie, su ogni lato.

(Lüshi Chunqiu, cap. 85, Conoscenza di ciò che è accaduto prima)

### Volti e corpi umani
Sulla scia della Maschera d'Orco, appaiono nei Qīng Tóng Qì anche raffigurazioni più realistiche di volti umani, seppur sempre abbastanza astratte ma con una mimica facciale discretamente variegata: volti calmi ed indifferenti o anche maliziosamente scherzosi. Non è poi rara la contaminazione con elementi teriomorfi. Un noto esemplare del Hunan mostra un viso molto naturalistico con espressioni facciali rilassate con però le tipiche corna a forma di C, gli artigli e la coda del taotie, così come gli artigli e una coda (Fig. 3).
Ci sono raffigurazioni di volti con corna di cervo e alcuni esempi che mostrano teste o volti intente a cibarsi o a divorare. La testa è spesso disposta simmetricamente al centro ed ai lati si trovano due grandi felini con le fauci aperte verso la testa. Più rare sono le raffigurazioni di persone intere, anche se la struttura è la stessa con la “vittima” dell'atto del mangiare al centro, circondata da due predatori con la bocca spalancata: es. sempre dallo Hunan proviene un vaso 卣T, YǒuP raffigurante una tigre nell'atto di divorare un uomo (Fig. 8); nella Tomba di Fu Hao, regina consorte del re Shang Wu Ding († 1265 a.C.), lo scavo che ad oggi ci ha consegnato il più ricco patrimonio di bronzi rituali cinesi, è stata rinvenuta una lama di scure con il motivo della testa circondata da felidi famelici inciso; il medesimo stilema compare anche sui manici del Houmuwu ding, il più grande bronzo antico mai ritrovato; ecc.
Tuttavia le raffigurazioni di persone, maschere e volti sono solitamente decorazioni superficiali a rilievo su oggetti bronzei, come la lama di scure testé menzionata. La figura umana resa realisticamente ed a tutto tondo, seppur già presente nelle giade degli Shang, tenderà a scomparire dai bronzi Zhou, tornando solo nel Periodo degli Stati Combattenti per poi sbocciare pienamente al principio dell'età imperiale propriamente detta, con gli Han, nella bronzistica cinese, sulla scia dell'immane impresa scultorea in ceramica compiuta dalla dinastia Qin (221–206 a.C.) per realizzare il celebre Esercito di terracotta.

### Animali
Draghi e serpenti

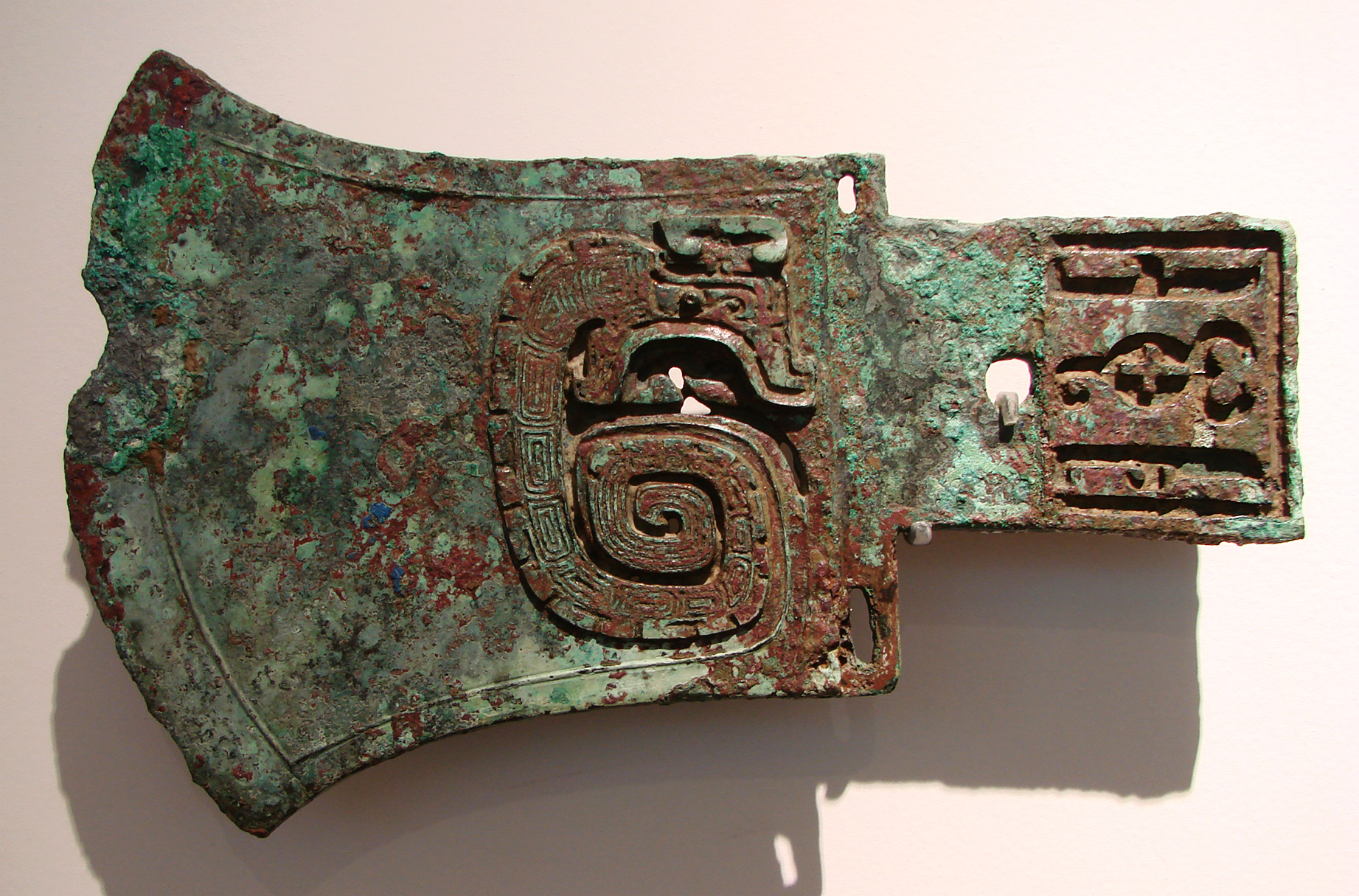
Fig. 4.
Scure cerimoniale yue con drago Kui, decorato a Leiwen, traforato nella lama dell'ascia. Il codolo della lama presenta invece una variante arcaica del carattere.

Draghi (zh. 龍T, 龙S, LóngP) e serpenti fanno parte del repertorio decorativo della cultura cinese sin dal Neolitico. La prima rappresentazione documentata di draghi risale alla metà del IV millennio a.C.: si tratta di manufatti in giada a forma di arco della Cultura di Hongshan (4000–2500 a.C.) raffiguranti lo 玉豬龍T, 玉猪龙S, ZhūlóngP, lett. "Drago Maiale". La forma pienamente matura e sviluppata del dragone sinico comparve però durante gli Stati Combattenti e fu codificata in epoca imperiale dalla dinastia Han (206 a.C.–220 d.C.).
Il drago/dragone ricopre un ruolo egemone nella mitologia e nella cultura cinese: è l'incarnazione del concetto di Yang, lo spirito fecondo e creatore, maschile, e rappresenta in quanto tale anche il lignaggio genetico familiare (similmente al genius dell'antica religione romana) nonché è uno dei Quattro animali simboleci/totemici (zn. 四霛T, 四灵S, Sì LíngP) delle costellazioni cinesi (v.si Drago Azzurro dell'Est, zh. 東方青龍T, 东方青龙S, Dōng Fāng Qīng LóngP o anche 東方蒼龍T, 东方苍龙S, Dōng Fāng Cāng LóngP). Proprio in epoca Shang-Zhou, il dragone legò le sue fortune a quelle dell'Impero cinese, seppur allora non ancora effettivamente formatosi, poiché sotto gli Zhou il dragone unghiuto venne associato alle caste dominanti siniche: cinque dragoni simboleggiavano il Figlio del Cielo, quattro i suoi nobili (zh. Zhuzhou) e tre dei suoi burocrati/ministri (zh. Dai Fu). Sotto gli Zhou occidentali, le raffigurazioni dei draghi, pur stilizzati, sui bronzi si fanno più numerose.
Nei bronzi Shang e, soprattutto, Zhou, figurano diversi draghi o comunque creature ibride draghiformi:
- anzitutto il Kui (v.si Fig. 4), con testa di rettile e corpo di serpente sorretto da una singola gamba. Molto stilizzato e raffigurato di profili nei primi esemplati, ha quindi sempre un solo occhio.  L'utilizzo come decorazione superficiale lavorata a rilievo è la regola. Tuttavia, ci sono anche vasi con gambe, che possono avere la forma di draghi kui o chimere simili a draghi. Le code formano i piedi o basi, mentre le teste, con le fauci spalancate, sono attaccate al corpo del vaso;[56]
- il Drago Aquila ha invece un becco spesso, corto e ricurvo come quello d'un rapace. Rappresenta una forma successiva di decorazione del drago e risale al periodo Shang. Come il kui, può essere trovato in rilievo sulla superficie degli oggetti;
- un drago con una testa e due corpi apparve nella Cultura di Erlitou e rimase in uso fino al periodo Zhou. Come nel taotie maturo, la testa della creatura, orientata frontalmente, è il centro della raffigurazione e su entrambi i lati sviluppa, simmetricamente, il corpo, prevalentemente serpentiforme;
- il drago scultoreo che compare sui manici dei vasi bronzei è del tutto diverso, con naso largo e piatto e due narici visibili frontalmente, e ricorda chiaramente il drago-maiale di Hongshan;[51]
- su alcuni vasi sono raffigurate a tutto tondo teste d'animali prive di corpo, a volte realistiche a volte favolose/draghiformi. Hanno spesso corna fungiformi che li rendono più facilmente classificabili come draghi che come animali veri e propri. Creature draghiformi, ricordanti salamandre o coccodrilli ma in taluni casi con le predette corna fungiformi, appaiono anche come manici sui coperchi di vasi 觥T, GōngP e 尊T, ZūnP.

Uccelli

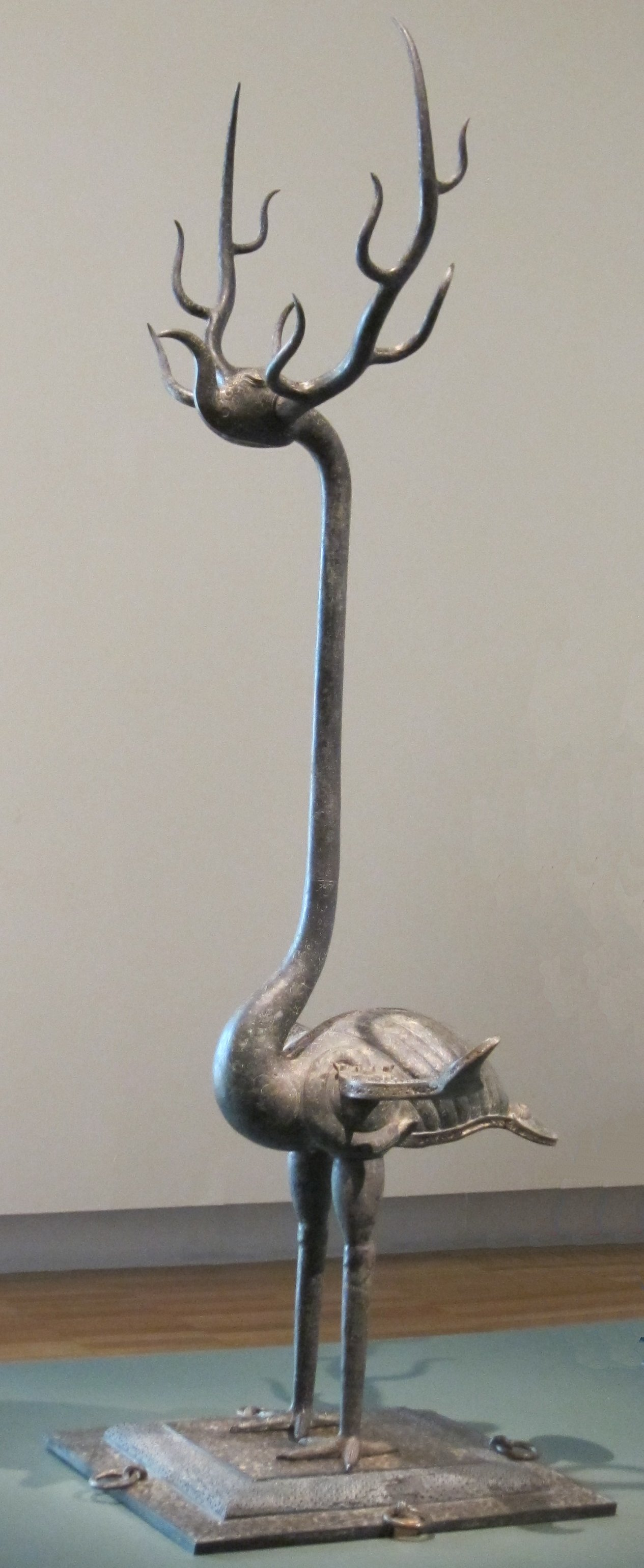
Fig. 5.
Chimera uccello-cervo dalla Tomba del marchese Yi di Zeng.

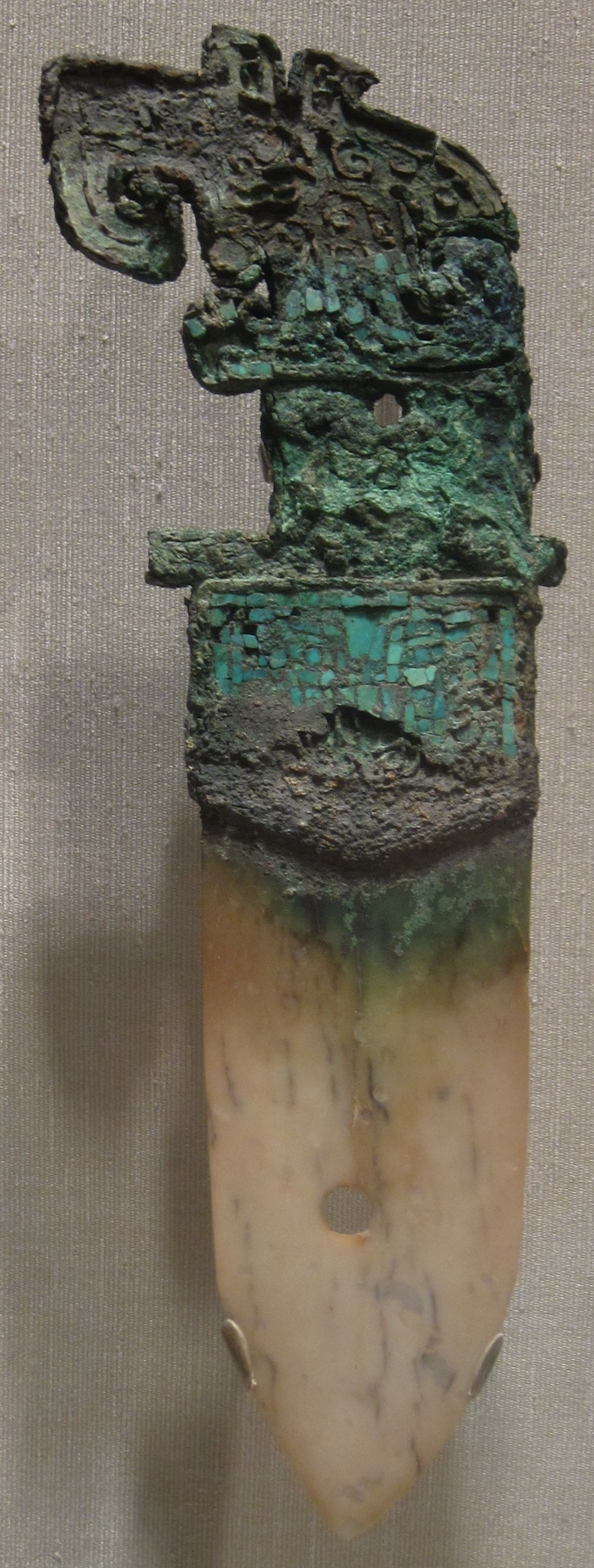
Fig. 6.
Lama d'alabarda Gē in nefrite (giada) intarsiata di turchese.

Gli uccelli occupano un posto di rilievo nei soggetti zoomorfi raffigurati sui Qīng Tóng Qì sin dal periodo Shang, sia come decorazione in rilievo sia a tutto tondo. Durante il periodo Zhou, acquisirono importanza crescente divenendo sempre più comuni. Si possono distinguere diverse categorie di uccelli, es. rapaci diurni, gufi e galliformi, tanto quanto creature ibride con solo caratteri/componenti dell'avifauna come la chimera gru-cervo rinvenuta nella Tomba del marchese Yi di Zeng (Fig. 5), una delle più ricche fonti di bronzi rituali cinesi pervenuteci.
Il significato simbolico di questi uccelli è vario e non del tutto chiaro. Ciò che è certo è che gli Shang adoravano gli uccelli in ragione del fatto che il loro ancestrale antenato, Shang Xie, era detto nato dall'uovo di un uccello nero (rondine, corvo o cornacchia che fosse) trovato da Jiandi, seconda moglie del leggendario Imperatore Ku. Il mito dell'ascendenza Shang dagli uccelli spiegherebbe la frequenza con cui questo soggetto ricorre nei loro vasi rituali. Tuttavia, si tratta di raffigurazioni così altamente stilizzate che non possono essere ben identificate le specie e, pertanto, non contribuiscono alla risoluzione della controversia sull'identità dell'antenato aviario degli Shang.
Gli uccelli seguitarono a figurare tra i soggetti raffigurati sui bronzi anche sotto gli Zhou, forse in ragion del fatto che un presagio sotto forma d'un uccello rosso avrebbe annunciato la caduta degli Shang e l'ascesa al potere degli Zhou:
(Lüshi Chunqiu, cap. 13, Considerazione degli inizi)
L'Uccello Vermiglio del sud (zh. 南方朱雀T, Nán Fāng Zhū QuèilP), sarebbe non a caso entrato nel novero degli Sì Líng mentre un secondo uccello mitologico, la fenice cinese o 鳳凰T, FènghuángP, controparte femminile, Ying, del dragone, si sarebbe a sua volta guadagnato un ruolo di preminenza nel mito e nella cultura cinesi.
Come anticipato, nella bronzistica si distinguono nettamente rapaci diurni e notturni. Mentre i primi si riconoscono per il caratteristico becco uncinato, i gufi sono ben distinguibili per le loro forme arrotondate e gli occhi sproporzionatamente grandi. La situazione con i rapaci è comunque similare a quella degli altri uccelli: a causa della forte astrazione dell'arte Shang-Zhou, non è possibile distinguere tra falchi, aquile o poiane (v.si il rapace che adorna la lama dell'alabarda Gē in Fig. 6). I gufi in particolare appaiono come vasi scultorei o costituiscono una delle parti costitutive di un tale vaso scultoreo.
Animali cornuti

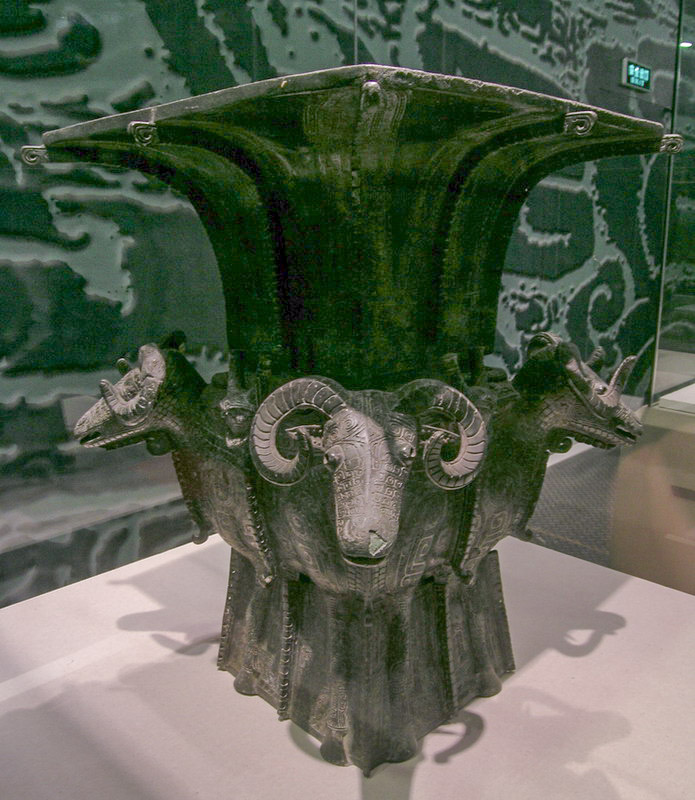
Fig. 7.
Fāngzūn con corona d'arieti al colletto.

Una varietà d'animali cornuti compaiono come elementi decorativi sui bronzi rituali ma a causa del loro elevato grado d'astrazione è spesso difficile se non impossibile determinarne in modo accurato la specie, reale o mitica che sia. Le corna, o meglio la loro foggia, diviene così l'elemento discriminante per l'identificazione di antilopi, montoni, capre e cervi. Parimenti, però, le corna vengono utilizzate in creature ibride come la sopracitata chimera gru-cervo del marchese Yi di Zeng (Fig. 5).
Gli animali raffigurati a tutto tondo sono chiaramente più facili da identificare. Colpisce inoltre il fatto che i bovidi domestici quali buoi, arieti e capre, non compaiono mai nel rilievo ma solo come sculture a tutto tondo, spiccando nettamente rispetto al corpo dell'oggetto: possono essere accessori decorativi o elementi funzionali (maniglie, manici, ecc. - v.si le scultore in foggia di buoi che reggono gli anelli del vaso in Fig. 16) o un mix di entrambe le cose (v.si la corona d'arieti che sviluppano sul basamento del Fāngzūn in Fig. 7). I bovidi compaiono poi spesso sulla parte alta del vaso, specialmente negli 尊T, ZūnP e nei 罍T, LéiP, spiccando nuovamente a tutto tondo e non in rilievo anche quando integrati nella decorazione di superficie circostante. In ultimo, come anticipato, gli animali cornuti possono anche essere scolpiti sotto forma di maniglie ad occhiello. Questa preminenza plastica/grafica è comprensibile se consideriamo che i sopracitati bovidi rientrano, insieme al cavallo, al cane ed al maiale, nella lista degli Animali Sacrificali.
Grandi felidi

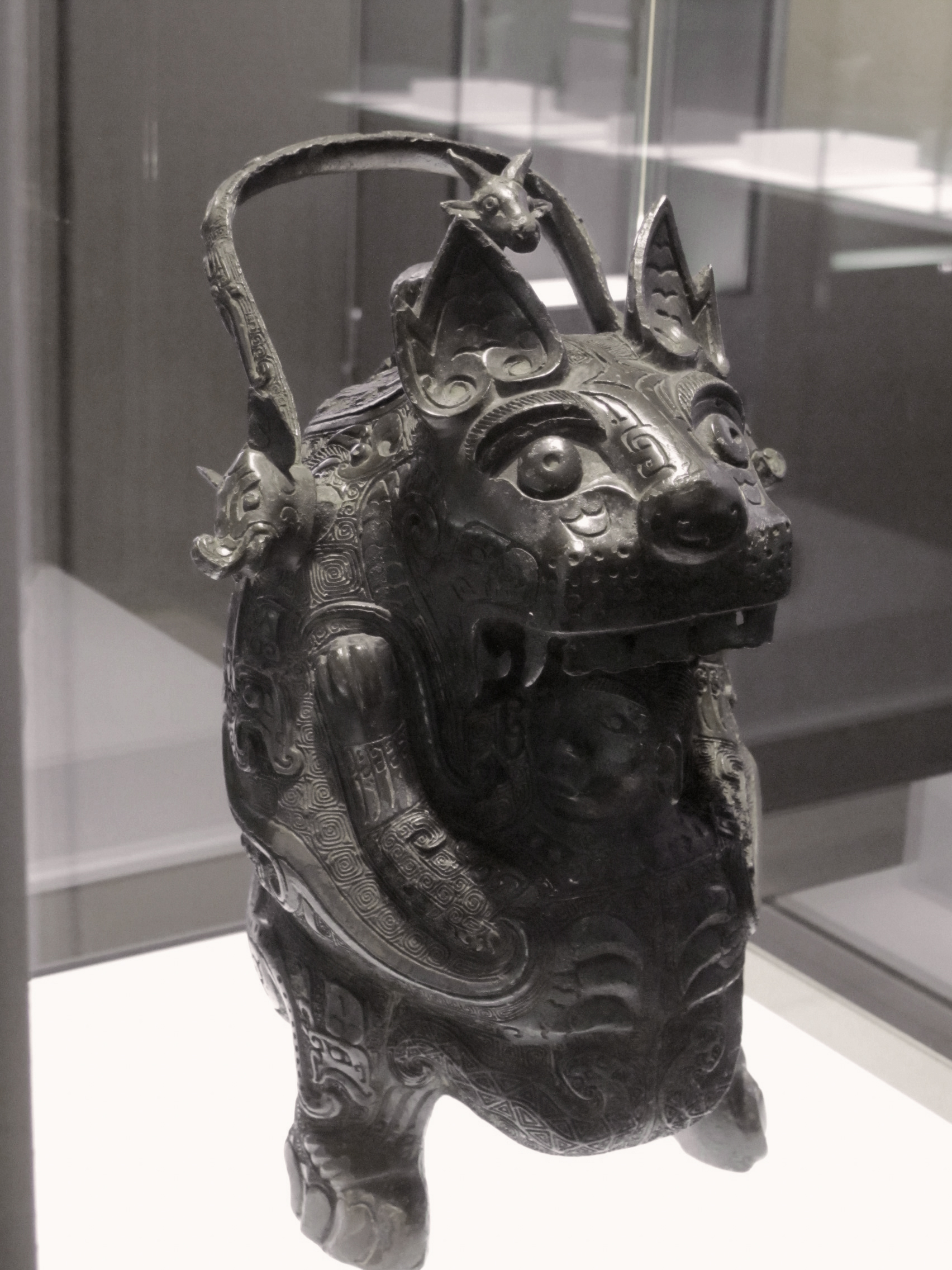
Fig. 8.
Il noto vaso per offerte di vino del tipo Yǒu tigriforme dello Hunan che estremizza lo stilema dell'essere umano divorato da un grande felino.

Come i bovidi, anche i panterini compaiono regolarmente nei bronzi rituali, sia come sculture a tutto tondo sia come rilievi. Un ruolo di primo prima è sicuramente giocato dalla tigre, animale di grande importanza nel mito e nella cultura della Cina: è, come il dragone, uno dei Sì Líng (v.si Tigre bianca dell'Ovest, zh. 西方白虎T, Xī Fāng Bái HǔP) ed altra potente raffigurazione dello Yang, nonché la personificazione della regalità, tanto che il sinogramma 王T, WángP, lett. "Re" si ritiene derivi dal disegno delle strisce sulla fronte della belva. Il territorio della Cina ospitava però in epoca pre-imperiale non solo tigri ma anche leopardi, anch'essi parimenti molto apprezzati quali soggetto dagli artisti sinici. In taluni casi, l'esplicita raffigurazione delle strisce, in rilievo sul corpo del soggetto, facilità l'identificazione delle tigre, in talaltri è arduo distinguere la tigre dal leopardo. Particolarmente degno di nota è lo stilema dei panterini raffigurati nell'atto di divorare la preda sopra analizzato, seppur poi reso con leggere variazioni di forma. Solo il drago è raffigurato in una simile posa.
Particolarmente noto è il vaso yǒu dello Hunan di cui abbiamo parlato prima, raffigurante sul fronte una tigre chinata con la bocca aperta su di un essere umano accovacciato (Fig. 3). Seppur proveniente da un'area periferica al bacino cultura Shang, quest'opera ne riprende uno stilema cardine, portandolo a livelli d'espressività e realismo inediti per l'allora bronzistica della Valle del Fiume Giallo. Come anticipato, il motivo del panterino antropofago o meglio della coppia di panterini antropofagi disposti ai lati di un corpo/volto umano figura anche, realizzato in rilievo, sulle scuri rituali yue o altrove.
La tigre è comunque soggetto che compare con più frequenza nelle contrade meridionali del bacino culturale Shang-Zhou ove, negli Stati Combattenti, sorse il regno di Chu.
Animali più insoliti ed esotici
Oltre alle creature mitologiche, come draghi o fenici, compaiono nei bronzi altri animali reali, seppur insoliti ed esotici.
Anzitutto, la cicala, l'unico insetto nel ricco repertorio decorativo dei bronzi rituali, oltretutto ben attestato su tutti i tipi d'oggetti ed in qualsiasi collocazione: a causa della sua forma allungata, la cicala viene raffigurata sulle gambe dei calderoni 鼎T, DǐngP o sul corpo di vasi allungati come la coppa 觚T, GūP. Nella maggior parte dei casi, l'insetto è reso verticalmente, orientato con la testa in alto. Ne esistono due varietà: (i) senza ali, con addome allungato e affusolato, testa arrotondata e occhi relativamente grandi; e (ii) con ali, per il resto molto simile. Le ali sono molto semplificate e sono per lo più semplici sporgenze a forma di T estese per l'intera lunghezza del corpo dell'insetto.

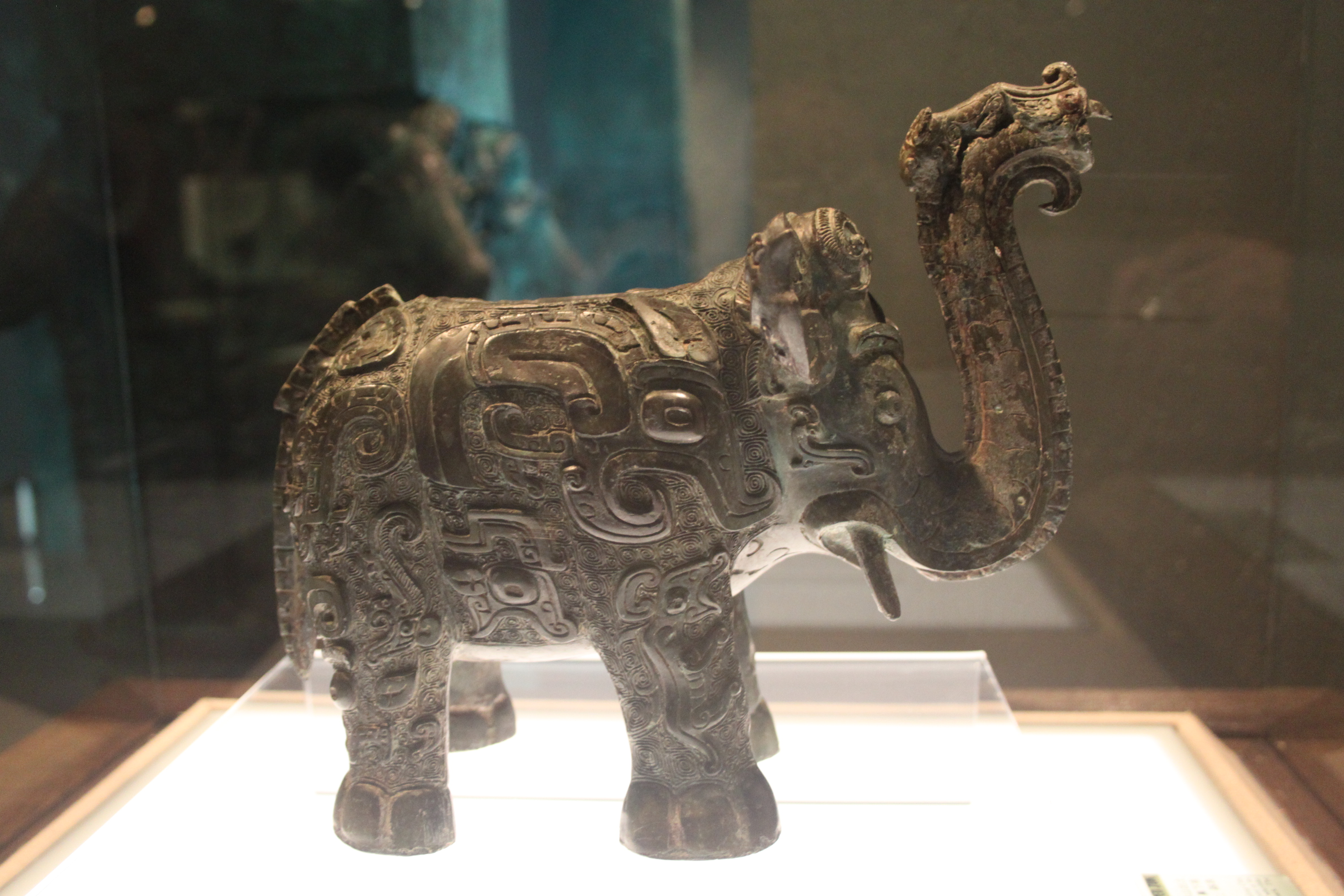
Fig. 9.
Vaso Zūn elefantiforme.

Un altro animale che appare con una certa frequenza è il pipistrello (zh. 蝠T, FúP), associato al concetto di fortuna già nel classico cinese d'epoca Zhou 書經T, 书经S, ShūjīngP, lett. "Classico dei documenti", raffigurato ad ali spiegate, a volte sopra la testa. Come al solito, l'identificazione di alcuni pipistrelli è controversa: spesso sembrerebbero varianti del taotie o forme miste (Fig. 11; sul pomello del coperchio); altre volte sono tanto stilizzati e così riccamente decorati sulle ali da rassomigliare a delle farfalle.
Elefanti e rinoceronti erano diffusi nella Cina meridionale fino all'Età del bronzo. Anche se la loro area di distribuzione si trovava al di fuori del territorio Shang, erano comunque conosciuti e usati come decorazioni: le raffigurazioni di rinoceronti sono rare; gli elefanti, ancora presenti in Cina seppur nel solo territorio dello Yunnan, appaiono invece più frequentemente, sia a tutto tondo (Fig. 9) sia in rilievo.
Il novero degli animali acquatici, quando raffigurati, si riduce a pesci e tartarughe. Le tartarughe raramente compaiono come decorazione e sempre in rilievo sulla superficie del bronzo. I pesci, invece, sono anche raffigurati a tutto tondo e, come i draghi kui e gli uccelli rapaci, possono essere trovati come gambe dei vasi utilizzati come calderoni per riscaldare il contenuto. Come in quasi tutte le rappresentazioni naturalistiche, si può notare che la loro frequenza aumenta verso la periferia della sfera d'influenza Shang-Zhou: nel caso di animali acquatici ed esotici più verso sud e nel caso d'animali con corna (es. arieti ) sia a nord sia a sud.

### Vegetali

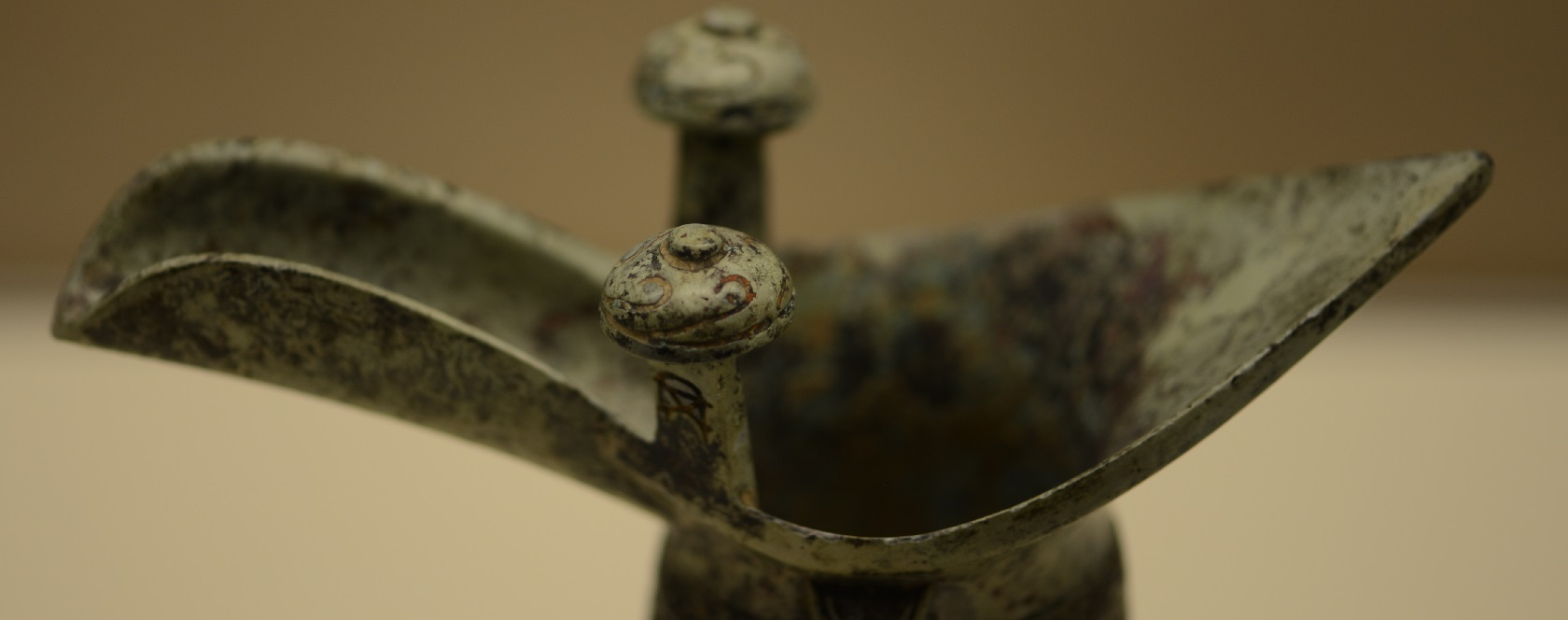
Fig. 10.
Dettaglio fungiforme sugli alari di un jue.

Notevole dell'apparato decorativo della bronzistica rituale Shang e Zhou è l'assenza totale di elementi vegetali, foglie, fiori o boccioli che siano. Assenza tanto più evidente se si considera che, invece, le culture periferiche rispetto agli Shang-Zhou, nella Cina del Sud, ove poi sorse lo stato di Shu, avevano nella decorazione fitoforme uno degli stilemi tipici della loro bronzistica (v.si Fig. 14).
Sugli alari che protrudono ai lati della bocca dei vasi del tipo 爵T, JuéP e 斝T, JiǎP, si possono trovare dei funghi o comunque delle decorazioni fungiformi (Fig. 10) e, come anticipato, il corno fungiforme era poi distintivo del drago o dell'ibrido-drago. Solo in epoca successiva, sotto gli Zhou orientali, una decorazione fitomorfa o comunque geometrico-fitomorfa si sarebbe diffusa in Cina anche in questo caso sulla scia della penetrazione delle popolazioni nomadi scito-siberiane che iniziarono ad influenzarne i bronzisti.

### Figure e motivi geometrici

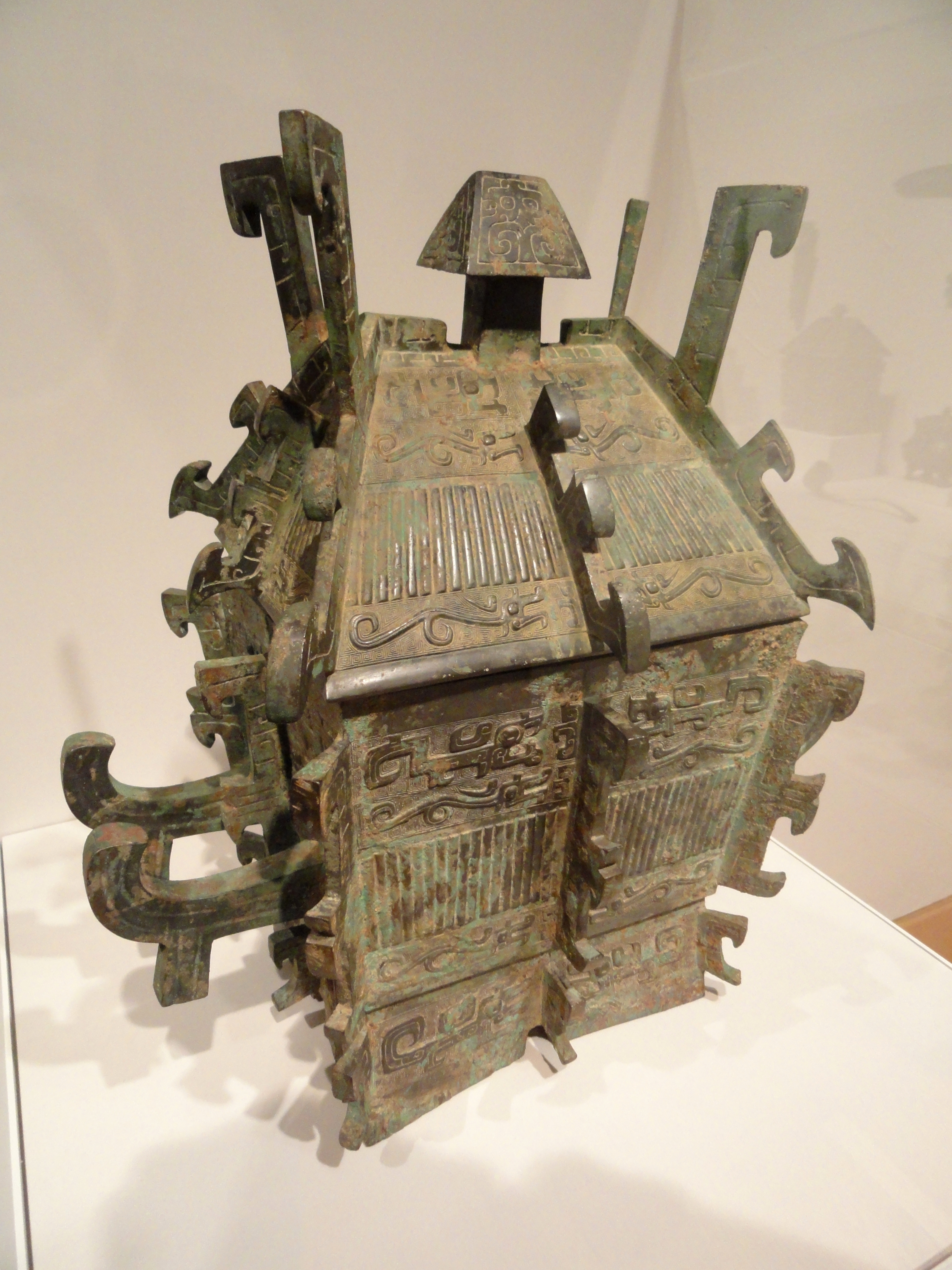
Fig. 11.
Fangyi Zhou occidentale con creste di fusione accentuate e modellate quali decori plastici.

In generale, i decori dei bronzi rituali cinesi sono composti da un repertorio ridotto di elementi costitutivi di base. La caratteristica dominante è la linea retta che nella quasi totalità dei casi corre orizzontalmente o verticalmente e si piega ad angolo retto. Fanno poche eccezioni le linee da cui sono ricavate le decorazioni delle cicale analizzate poc'anzi, rastremantisi ad angolo acuto verso l'addome dell'insetto, o i componenti generalmente arrotondati delle decorazioni zoomorfiche, anche astratte, come gli occhi delle taotie o le teste delle predette cicale. La preferenza per le linee rette a discapito delle curve riguarda non solo il decoro in sé ma anche la strutturazione dei registri decorativi presenti sull'oggetto. Il registro, poligonale o a fascia che sia, ed il decoro hanno infatti sempre forma rettangolare o quadrata, in una tendenza che ricorda da vicino la standardizzazione e la formalizzazione della scrittura cinese, interessata dal passaggio dai pittogrammi più naturalistici e dinamici della scrittura sulle ossa Shang alle forme più rigide e spigolose della scrittura del sigillo.
In questo contesto, il ricorso a piccoli ornamenti di tipo geometrico risulta essere più flessibili rispetto alla strutturazione, tanto dei grandi decori quanto dei registri stessi, e non disdegna l'impiego di forme più facilmente arrotondate a discapito dell'imperante linea retta. Già in epoca Zhou occidentale si afferma il ricorso a motivi geometrici di fondo più arrotondati, a volte anche veri e propri motivi "a onde". La decorazione geometrica si fa frequente nella fase finale del dominio Zhou occidentale.
Leiwen
Il motivo noto come 雷文T, LéiwénP, lett. "Tuono/Fulmine/Spirale" è una piccola decorazione superficiale, in pratica una "greca", quasi onnipresente nei bronzi rituali sin dall'Epoca Shang, identificata nella letteratura specializzata come il motivo di fondo (termine comunque improprio dato che la bronzistica rituale Shang-Zhou aveva comunque una decorazione piatta) nell'apparato decorativo dei Bronzi. Il leiwen ha piuttosto la funzione di saturare gli spazi vuoti (v.si horror vacui) tra i decori "maggiori" con una tramata fitta e poco profonda, indipendentemente dal fatto che sia realizzato all'interno delle decorazioni più pregiate sia che si tratti di spazi tra gli elementi decorativi. Premesso questo, tra pezzo e pezzo la resa grafica del leiwen poteva variare, a volte anche all'interno dell'apparato decorativo di un singolo esemplare, con un distinguo che, nuovamente, fa il verso alla scrittura, passando dal regolare, al grassetto o al corsivo (Fig. 4). All'interno di un singolo spazio, il motivo è però reso sempre nel medesimo modo e, comunque, il leiwen non perde mai la sua precipua caratteristica di spirale quadrata.
Vortici
La spirale tonda, o vortice, come anticipato, è rara nell'impianto decorativo dei bronzi cinesi, surclassato dalla frequente apparizione della spirale quadrata leiwen. Quando presente, può essere a bordo singolo o doppio, solitamente realizzato in fusione a rilievo, e può avere al centro un punto o un semplice anello. Le curve a forma di "C" o di "J" puntano verso l'interno della composizione, concorrendo al dinamismo ed alla percezione della rotazione nel decoro (Fig. 10). Come anticipato, questi motivi curvilinei appaiono in maniera costante nella produzione Zhou occidentale e costituiscono un distinguo rispetto alla produzione Shang.
Ocelli
I monocoli sono ocelli rotondi come gli occhi naturali oppure stilizzati e leggermente angolosi. Nella maggior parte dei casi assomigliano molto agli occhi di Taotie . Al contrario, non sono integrati nella decorazione del viso o della maschera. Di norma, appaiono in fasce decorative sui vasi che corrono orizzontalmente e solitamente attorno al collo del vaso.
Borchie e bottoni
Piccole borchie emisferiche, chiamate 枚T, MéiP, lett. "Bottone", compaiono soprattutto sulle superfici delle campane. Sono piatte e non decorate o presentano un disegno frastagliato e spigoloso di graffi convergenti al vertice a richiamare la forma d'una montagna miniaturizzata. Presente nei bronzi Shang, questo stilema fu sviluppato dagli Zhou: i bottoni piatti antichi divennero lunghe spine/spilli, alcune sporgenti di diversi centimetri dal corpo della campana, tanto quanto si ricorse a borchie di dimensioni minori.
Fasce
Le singole fasce decorative o superfici decorative sono separate da linee singole o doppie, talvolta anche da fasce.
Creste
Le creste che si formano tra le parti stampate durante la colata furono anche volutamente enfatizzate quale elemento di decorazione plastica d'uso similare alle fasce divisorie tra i registri decorativi incisi o quale plastico asse centrale per le decorazioni simmetriche, quali coppie di soggetti (es. animali) o le due metà di un taotie come quello in Fig. 2. Inizialmente, queste creste decorative erano semplici, con la segmentazione come unica decorazione e di dimensioni contenute (v.si nuovamente il taotie in Fig. 2). Nel periodo Zhou, il gusto si orientò verso creste sempre più complesse, alcune delle quali ricordanti scaglie, pinne o merlature. In generale, in questo periodo aumenta notevolmente la ricchezza delle forme e la tridimensionalità dei costoni decorativi (Fig. 11).
Losanghe
La losanga compare raramente nei decori che privilegiano elementi nettamente orizzontali o verticali. Quando presenti, solitamente su pezzi prodotti nella fase finale del dominio Zhou occidentale, le losanghe sono disposte una accanto all'altra a creare una fascia, in un registro delimitato e riempita di leiwen che spesso sono allungati per enfatizzare visivamente la forma della losanga stessa. Il centro delle losanghe è spesso sottolineato da un bottone emisferico fuso in rilievo.

## Iscrizioni
Alcuni grandi bronzi recanti delle iscrizioni che costituiscono alcune delle forme di scrittura più antiche della lingua cinese, precedute solo dalla scrittura sulle ossa, che hanno aiutato storici e archeologi a collegare insieme la storia della Cina, specialmente durante il periodo Zhou: i bronzi del periodo Zhou occidentale documentano grandi porzioni di storia non rintracciabili nei testi esistenti, e spesso composti da persone di vario rango/classe sociale. Queste iscrizioni possono essere generalmente suddivise in quattro parti: un riferimento a data e luogo, la denominazione di eventi commemorati, la lista di doni concessi all'artigiano in cambio del bronzo e, infine, la dedica. La presenza del dato storico delle iscrizioni permette agli studiosi di catalogare e classificare l'evoluzione artistica dei bronzi Zhou occidentali con una sicurezza maggiore rispetto alla produzione Shang o, ancor peggio, pre-Shang.

## Evoluzione cronologica

### Prototipi neolitici

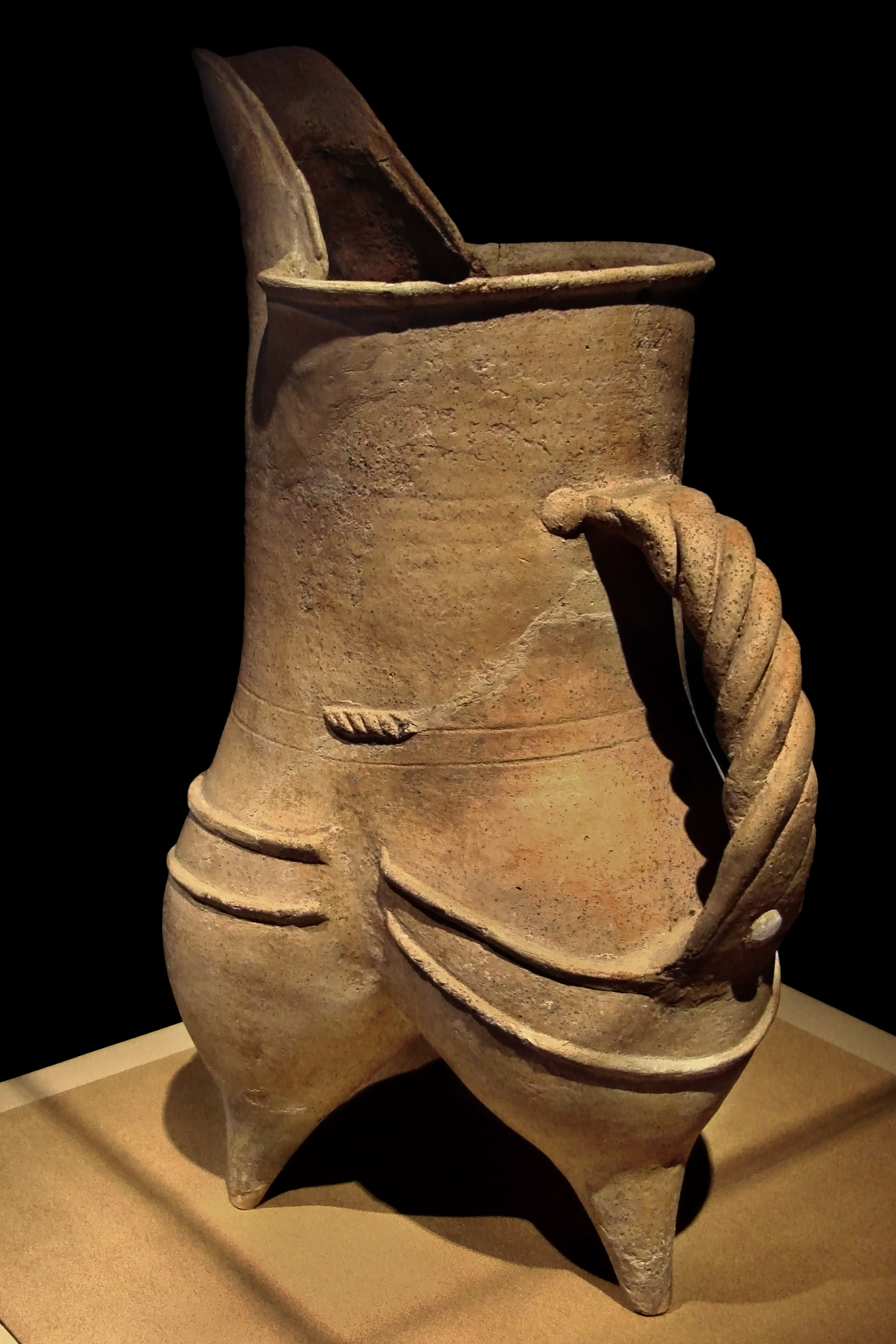
Fig. 12.
Brocca Hé ceramica della Cultura di Longshan (NAMOC).

I Qīng Tóng Qì, sia come forma sia come impianto decorativo, svilupparono da modelli neolitici precedenti i proto-Shang: non prototipi, bensì forme-modello in ceramica, anteriori come detto all'Età del bronzo, perdurate sino ai nostri giorni perché trasposte nel più durevole metallo, frutto delle competenze ceramiche di una società non omogenea ma certamente già urbana e socialmente stratificata, originatasi non a caso nel paese che, ad oggi, ci ha lasciato le più antiche testimonianze di lavorazione ceramica.
Il vasellame ceramico delle culture neolitiche cinesi funse da modello per i bronzisti proto-Shang e Shang sia per quanto riguarda la silhouette generale, assottigliatasi nei prodotti metallici, sia nell'impianto decorativo. Laddove infatti le ceramiche erano decorate con l'apposizione di elementi decorativi lineari sul corpo del vaso (v.si Fig. 12), i bronzisti ricorsero a motivi incisi sulla superficie degli stampi che producevano, sul manufatto bronzeo, dei leggeri rilievi. L'evoluzione garantita dalla metallurgia fu il passaggio ad un vero e proprio altorilievo, probabilmente impossibile da realizzare per i ceramisti dell'epoca.
In generale, le competenze ed il certo gran numero di ceramisti nella Cina del tempo favorì l'approccio alla fonderia del bronzo tramite colata in terra.
Importante fu anche il contributo delle giade neolitiche nella definizione del gusto, ancor prima che degli stilemi decorativi, della futura committenza Shang dei bronzi. Come anticipato, il taotie stesso potrebbe essere riconducibile a prototipi neolitici in giada, anzitutto della Cultura di Liangzhu (3400–2250 a.C.) e della Cultura di Longshan (3000–2000 a.C.), che avrebbero originato il  "Motivo a due occhi di Erlitou" e da lì la "Maschera d'Orco".

### Bronzi pre-Zhou: Erlituou, Erligang e la Dinastia Shang (c. 1600–1046 a.C.)
A partire dagli Anni '30 e fino al 1953, lo storico dell'arte Max Loehr (1903–1988) identificò una sequenza di sviluppo di cinque stili decorativi nei bronzi pre-Zhou. Le tesi e la classificazione di Loehr, costruiti su vasi rinvenuti nel sito Tardo Shang di Yin Xu (presso l'attuale Anyang) non stratificati, furono confermati da successivi reperti stratificati provenienti da altri siti che ne dilatarono comunque enormemente la parentesi temporale, principiando nella Cultura di Erlitou (Xia o Shang) per lo Stile I e raggiungendo il suo apice nello Stile V del tardo periodo Shang.
Nello Stile I, identificato da Loehr nei vasi più rozzi (cioè tutti i bronzi decorati trovati a Erlitou ed i più vecchi dei bronzi trovati nel sito, posteriore, di Erligang), il decoro era realizzato tramite linee incise nello stampo che producevano, sull'oggetto fuso, linee sottili ed in rilievo. Poiché il disegno veniva inciso sui pezzi dello stampo, era naturalmente diviso in sezioni ma tale suddivisione persistette negli stili successivi, anche quando scolpire il disegno sul modello non era più tecnicamente necessario. Lo stilema decorativo imperante a Erlitou è anzitutto il predetto "Motivo a due occhi di Erlitou", a volte reso anche con tarsie e tasselli di pietre dure, come il turchese, tramite ricorso all'agemina, pratica poi caduta in disuso tra gli Shang e gli Zhou, e poi il taotie vero e proprio.
Nello Stile II, lo spessore delle linee in rilievo diventa disomogeneo. Ciò avrebbe potuto essere ottenuto dipingendo il modello sullo stampo e ritagliando le aree coperte di inchiostro, oppure dipingendo sul modello e ritagliando le aree intermedie. Il novero degli elementi grafici s'arricchisce: oltre al taotie ormai pienamente sviluppato, sui Gū e sui Dǐng, si ricorre diffusamente a decorazioni draghiformi che dipartono dal taotie stesso;. dei cabochon sono disposti simmetricamente per migliorare la resa grafica dei motivi a maschera lungo le facce e sugli angoli dei contenitori. Lo Stile II è tipico della Cutlura di Erligang che funse da tramite tra il tardo Stile I, ereditato da Erlitou, e i primordi dello Stile III, ivi parimenti rappresentati.
Lo Stile III iniziò in seno alla Cultura di Erligang come uno sviluppo graduale dello Stile II, senza una chiara separazione. Le decorazioni aumentarono di complessità e s'estesero sulla parte maggiore della superficie del vaso, marcando l'avvio del horror vacui che persisterà da qui in avanti. Furono introdotti molti nuovi disegni e variazioni di rilievo. Man mano che i disegni diventavano più elaborati, venivano eseguiti esclusivamente sul modello: a differenza delle superfici in rilievo, le linee infossate hanno tutte la stessa larghezza, suggerendo che siano state incise sul modello con uno strumento particolare. Fu in questo periodo che le tecniche metallurgiche delle Pianure Centrali si diffusero su una vasta area e nuovi stili regionali emersero nella Valle dello Yangtze. Lo Stile III si sviluppò pienamente nel periodo compreso tra la Cultura Erligang e il tardo periodo Shang. Gli oggetti del tardo Stile III introdussero rilievi ondulati per rendere più leggibili i disegni elaborati.
Lo Stile IV marca il passaggio improvviso a un nuovo metodo per rendere intelligibile il design. Invece di scolpire l'intero disegno con scanalature uniformi di densità costante, i motivi sono rappresentati con una bassa densità di linee, in contrasto con l'alta densità di linee più sottili che, nel secondo registro, creano la base/sfondo. Data a questo momento la diffusione del motivo leiwen. I motivi ora avevano una forma chiara e al taotie e al drago s'univano immagini di uccelli e altri animali resi più realisticamente.
Lo Stile V rialza il motivo in altorilievo dello Stile IV per enfatizzare ulteriormente il contrasto con il fondo. Le flange rialzate sono state utilizzate per contrassegnare le suddivisioni dei registri decorativi. I vasi di bronzo recuperati dalla Tomba di Fu Hao sono decorati in Stile V. Alcune varianti regionali dello Yangtze presentano altorilievi senza il fondo a leiwen, suggerendo che rappresentino sviluppi indipendenti dallo Stile III.

Tabella riassuntiva - Sequenza evolutiva dei cinque stili di Loehr
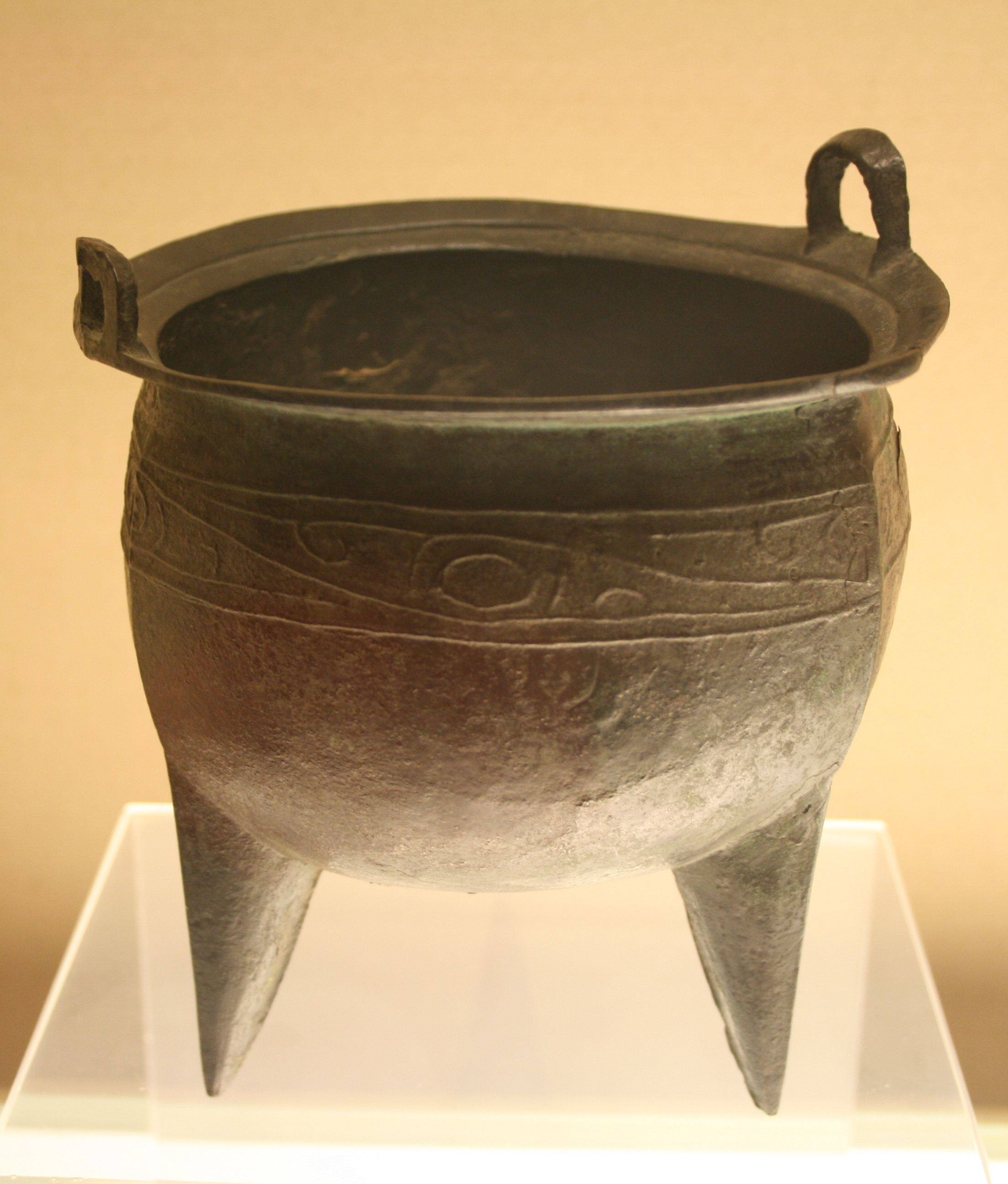
Dǐng, Stile I.
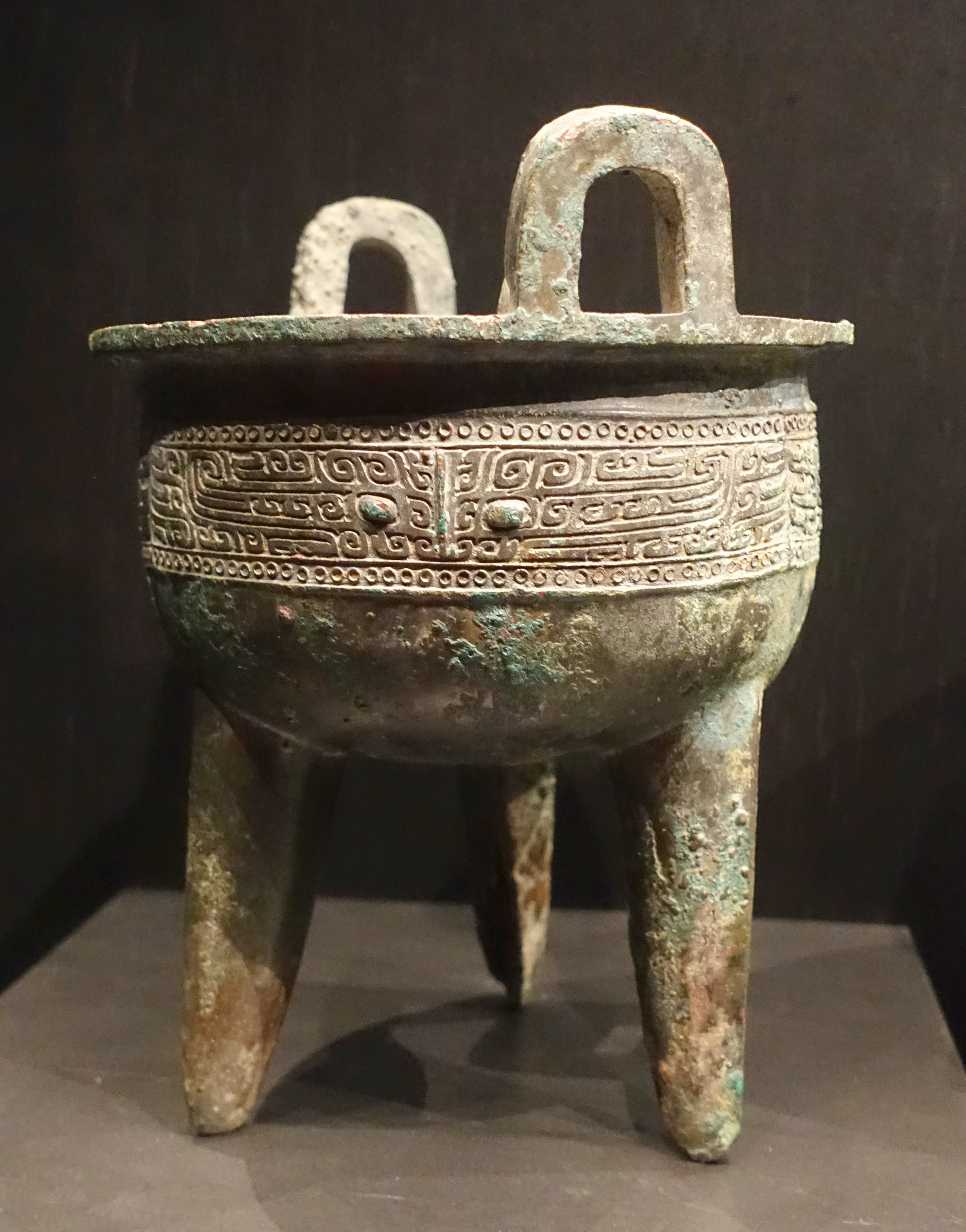
Dǐng, Stile II.
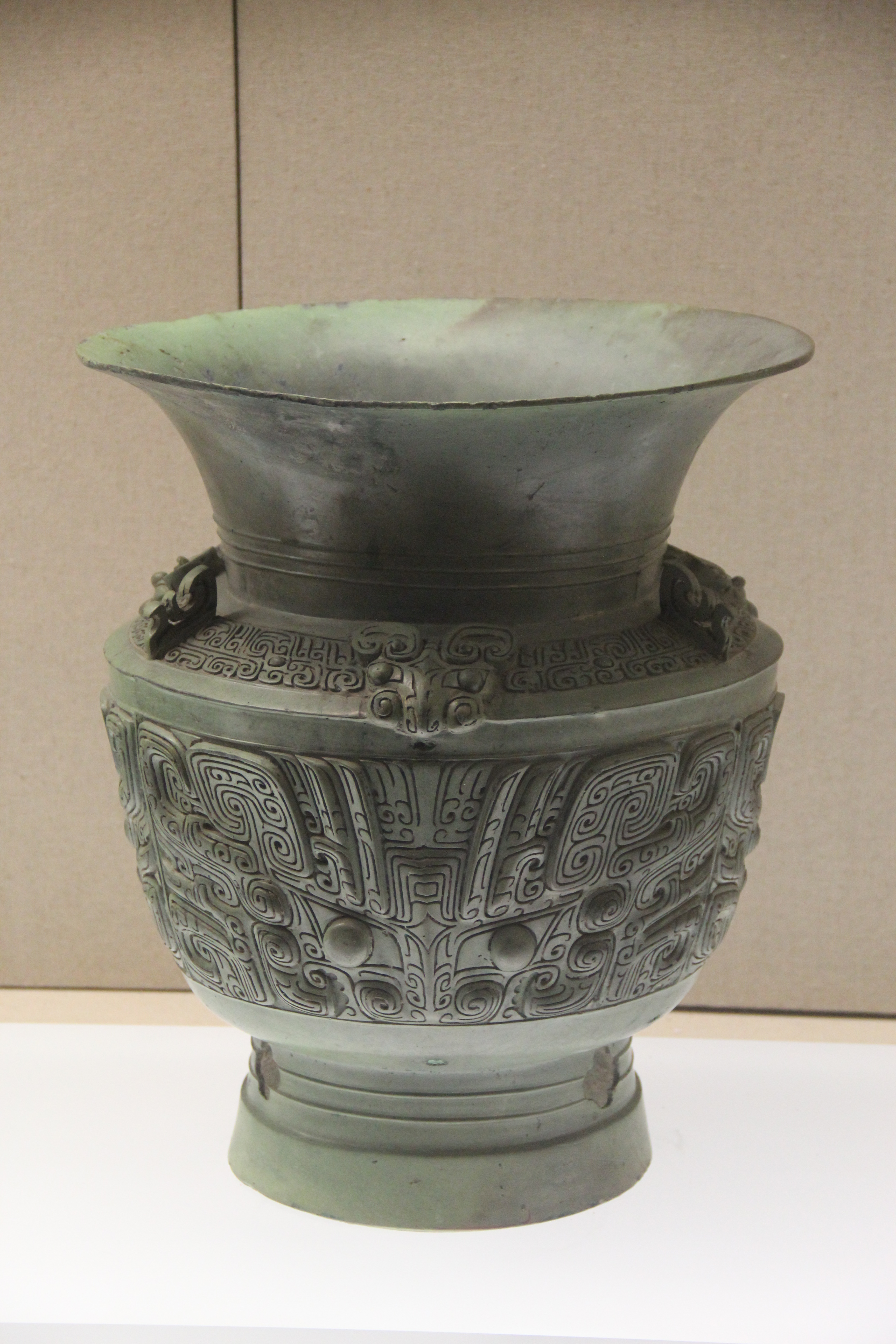
Zūn, Stile III.
Hú, Stile IV.
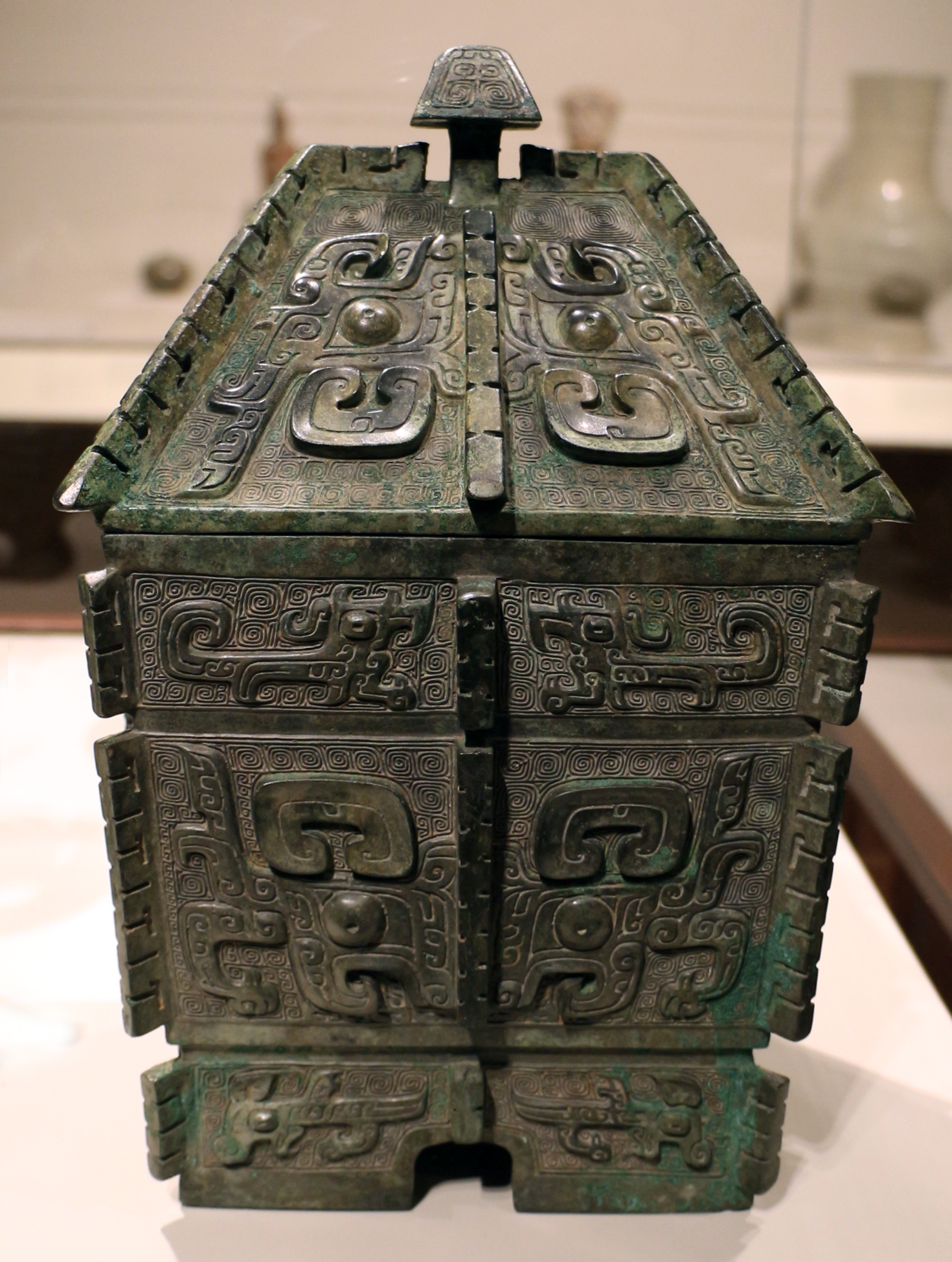
Fangyí, Stile V.

### Dinastia Zhou occidentale (1046–771 a.C.)
I bronzi Zhou occidentali possono essere suddivisi, in base a forma, decorazione e tipologie, in tre periodi: arcaico, medio e tardo. I bronzi più diffusi, oltre che quelli caratterizzati dalla presenza delle iscrizioni più importanti, furono il bacino guǐ e il calderone dǐng che prese a primeggiare, per importante, sugli altri bronzi.
I bronzi Zhou arcaici erano rielaborazioni di modelli tardo-Shang, in un chiaro intento imitativo della produzione artistico-rituale della precedente dinastia cui Zhou Wuwang (r. 1046–1043 a.C.) aveva strappato il predominio sulla Cina protostorica: es. l'uso rituale delle campane di bronzo, già attestato per gli Shang, passò anche agli Zhou. La decorazione era in altorilievo, spesso con flange pronunciate, e facevano ampio uso del motivo decorativo taotie. Vasi da vino dei tipi jué, jiǎ e gū continuarono allora ad essere prodotti salvo scomparire, per la maggior parte, nei periodi successivi. Gli yǒu e gli zūn venivano solitamente scelti in set corrispondenti. I primi vasi guǐ erano rialzati su una base. Nel corso del tempo, i vasi divennero meno appariscenti.
I bronzi Zhou medi appaiono alla metà del X secolo a.C. Il taotie vi viene sostituiti dal motivo zoomorfo d'una coppia d'uccelli dalla lunga coda che si fronteggiano. I vasi divennero più piccoli e puliti nei contorni. I nuovi tipi di maggior diffusione erano il vaso hú, la campana zhōng e il vaso xǔ. I vasi guǐ di questo periodo tendono ad avere il coperchio, offrendo così nuova superficie per le decorazioni, ed i calderoni dǐng abbandonano la sezione quadrata in favore d'una foggia ben tondeggiante.

I bronzi Zhou tardi comparvero al principio del IX secolo a.C., inizialmente nello Shaanxi estremo-occidentale e poi nello Shaanxi centrale. Questi nuovi bronzi, realizzati e raggruppati in grandi serie, potrebbero essere la testimonianza d'un cambiamento in seno alle pratiche rituali Zhou. Le decorazioni zoomorfe furono sostituite da decorazioni geometriche: es. nervature e fasce a losanga. Le gambe e le maniglie divennero più grandi e più elaborate, spesso erano sormontate da teste d'animali.

Esempi di vasi guǐ degli Zhoug occidentali
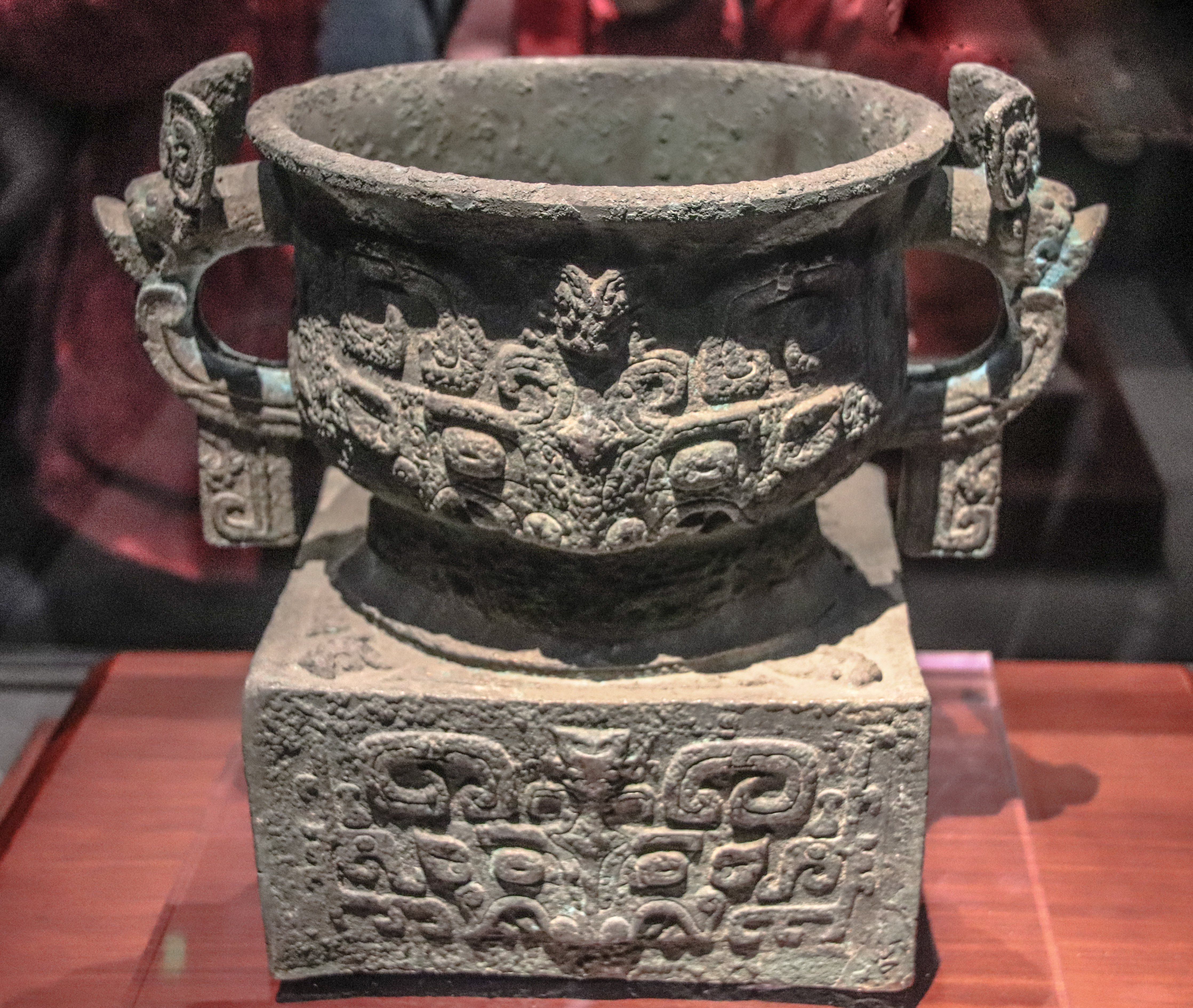
Vaso guǐ (c.d. "Li Gui") del periodo Zhou occidentale arcaico.
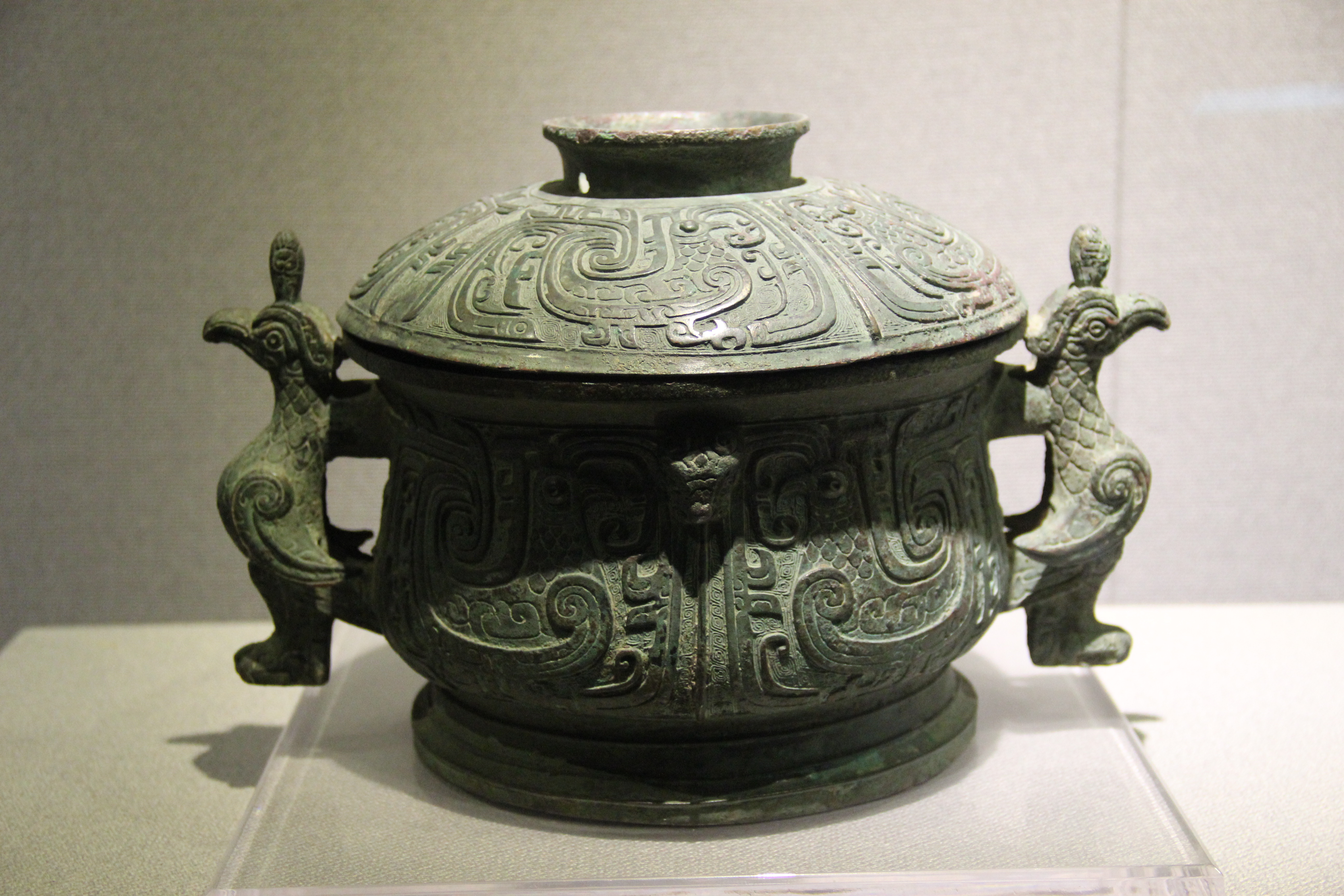
Vaso guǐ (c.d. "Gong Gui") del periodo Zhou occidentale medio.
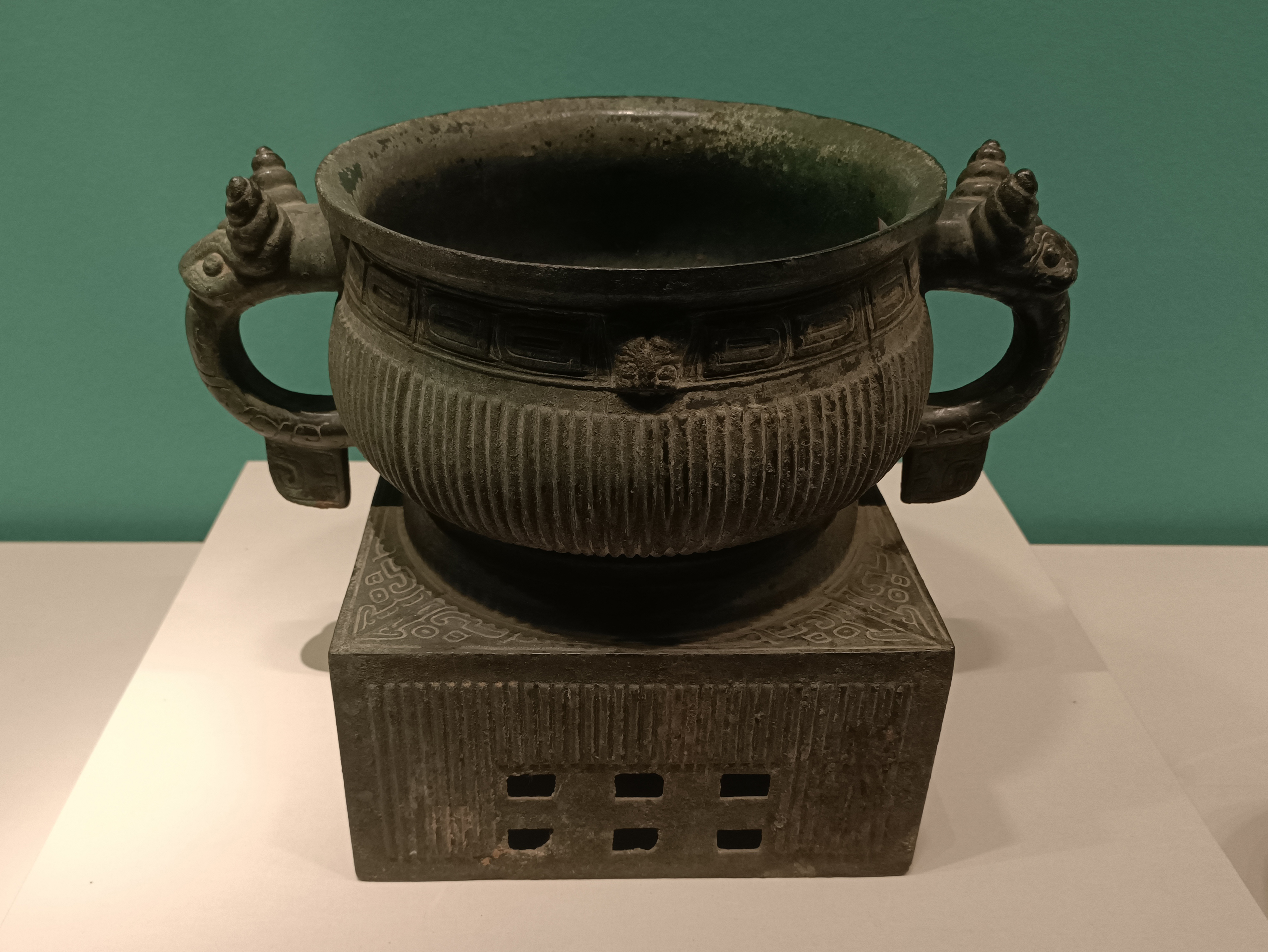
Vaso guǐ (c.d. "Xing Gui") del periodo Zhou occidentale tardo.

Esempi di calderoni dǐng degli Zhou occidentali
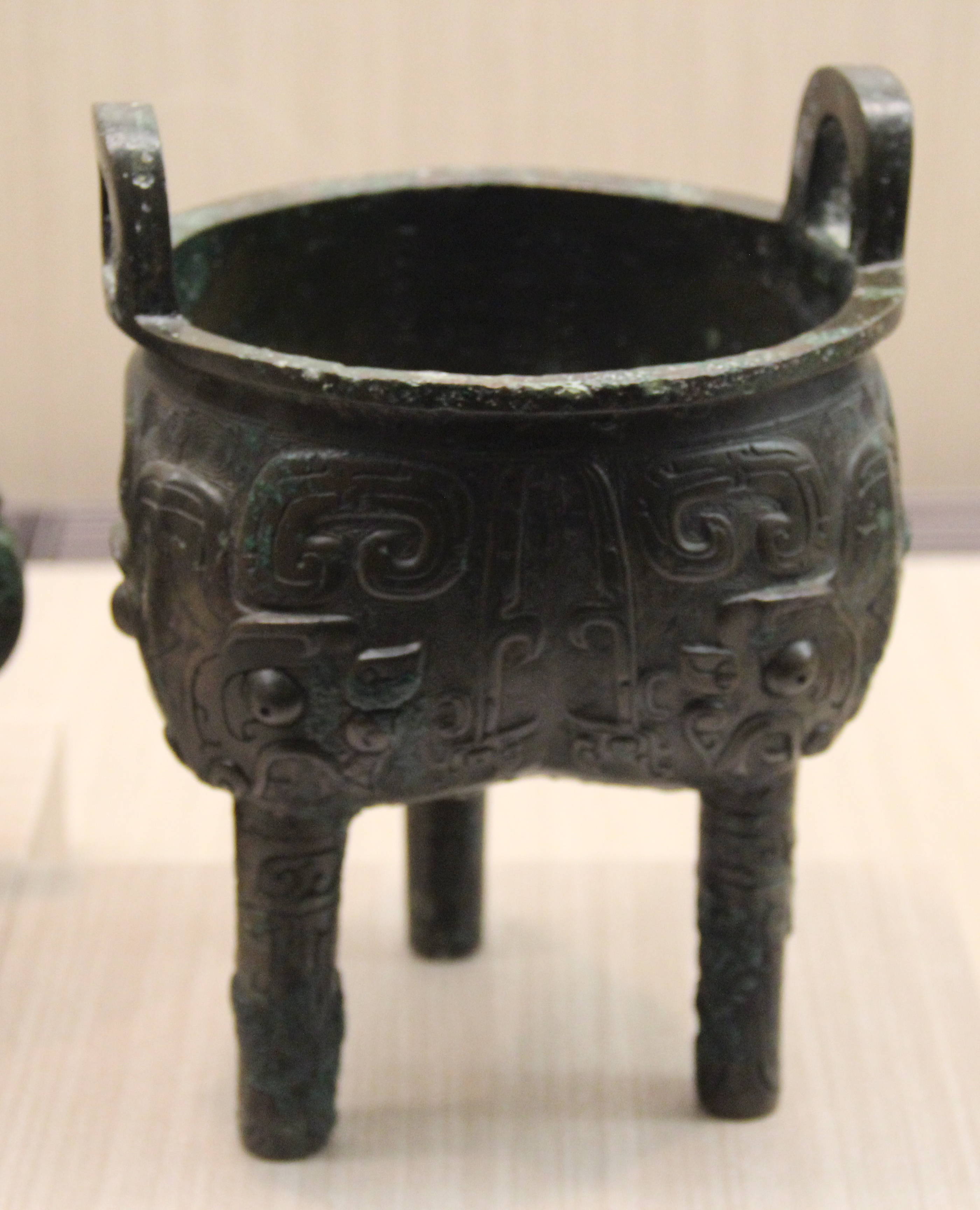
Dǐng (c.d. "Xianhou Ding") del periodo Zhou occidentale arcaico.
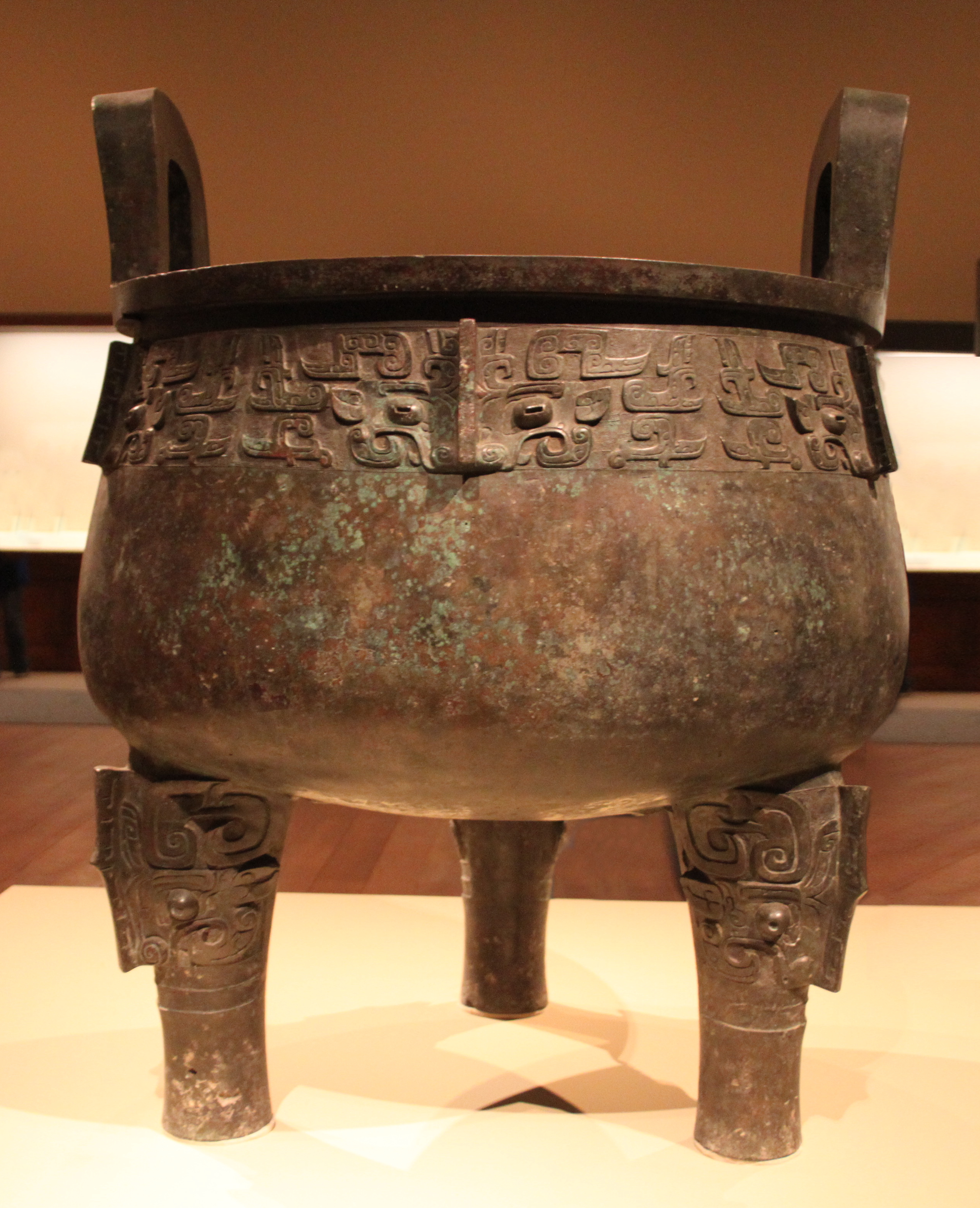
Dǐng (c.d. "Da Yu Ding") del periodo Zhou occidentale medio iniziale.
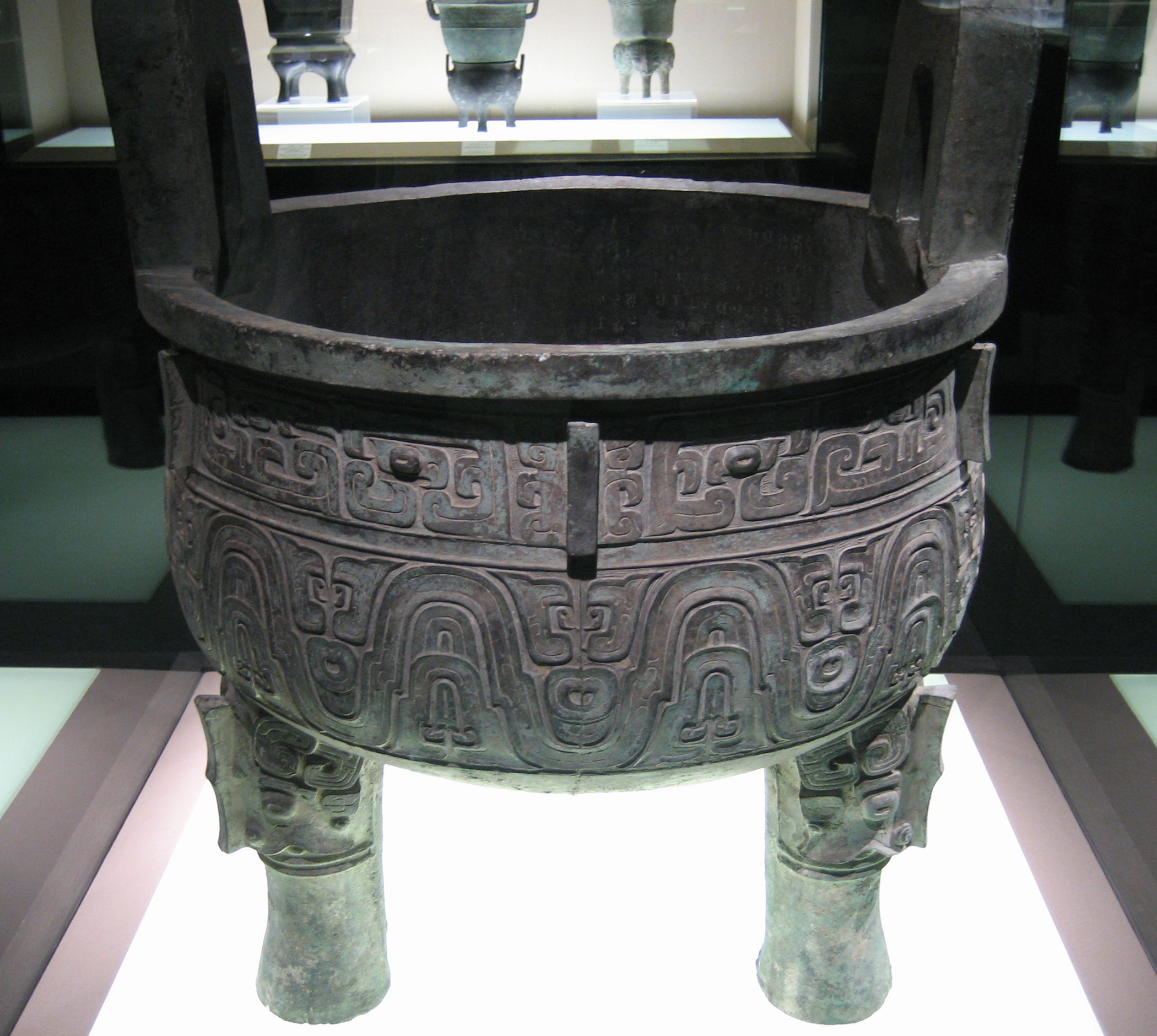
Dǐng (c.d. "Da Ke Ding") del periodo Zhou occidentale medio-finale.
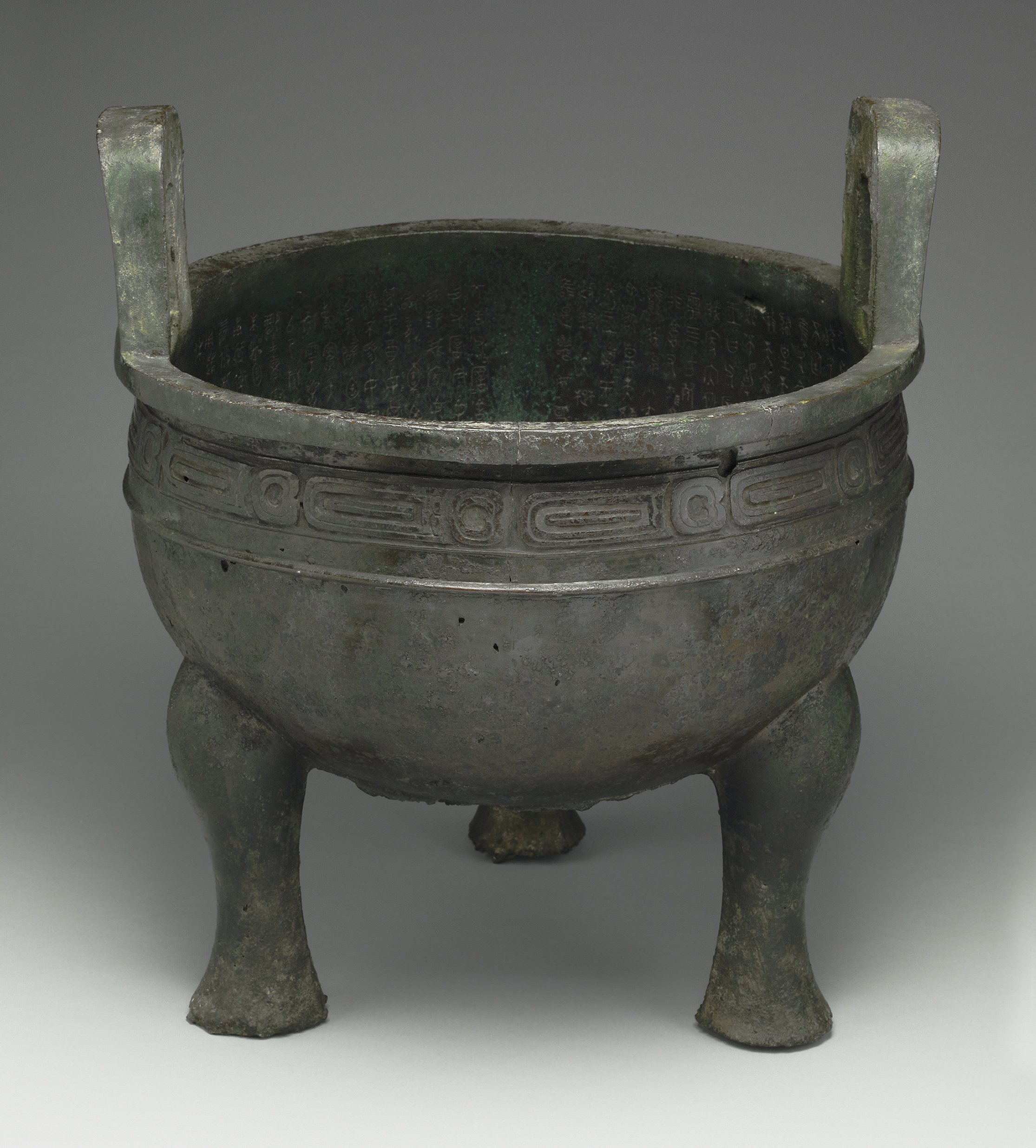
Dǐng (c.d. "Mao Gong Ding") del periodo Zhou occidentale tardo.

### Dinastia Zhou orientale (771–256 a.C.)
Il collasso della dinastia Zhou occidentale e la sua rifondazione come dinastia Zhou orientale (771–256 a.C.) nella nuova capitale di Chengzhou presso Luoyang (Provincia di Henan) per opera di Re Ping (r. 770–720 a.C.) segnò l'inizio di una lunga fase d'instabilità politica per la Cina nota come Periodo delle primavere e degli autunni (771–481 a.C.) che, almeno per il primo secolo, non influenzò i progetti dei bronzisti sinici, impegnati a produrre e preservare lo stile dei bronzi tardo Zhou occidentale con cambiamenti che s'insinuarono gradualmente: bronzi più tozzi; nuove decorazioni draghiforme; ecc. L'avvio del già più volte citato Periodo degli Stati Combattenti (453–221 a.C.) esacerbò l'instabilità politica delle Primavere e degli Autunni, accompagnando gli Zhou orientali verso il loro definitivo collasso. Nel generale contesto d'una moltitudine di dinastie regali che si contendevano il potere, la committenza di preziosi ed oggetti rituali non fece che crescere, mentre l'evoluzione stilistica dei secoli precedenti proseguiva: la decorazione a tarsie di metalli pregiati, la forma tondeggiante del vasellame, ecc.

#### Tendenze generali

Mappa cronologica degli Stati Combattenti cinesi (453–221 a.C.).

Nonostante l'instabilità politica, la società Zhou orientale fu interessata da importanti sviluppi: la filosofia e la scienza (anzitutto bellica) fiorirono; i signori feudali iniziarono a commissionare bronzi rituali che si adattassero ai loro gusti, così che dopo le influenze standardizzatrici Shang e Zhou occidentale, iniziò un'irradiazione di forme e varietà di tecniche e materiali. Fin dal Neolitico, la periferia settentrionale della Cina fu punto di contatto tra le popolazioni sedentarie d'agricoltori-allevatori "cinesi" e i pastori-raccoglitori nomadi o semi-nomadi delle steppe eurasiatiche (indoeuropei, proto-turchi, proto-mongoli e tungusi) già al tempo degli Zhou mescolati nell'Impero nomade degli Sciti: popoli che differivano non solo per economia ma anche per credenze e culture materiali dagli Shang-Zhou. Nel sud, invece, lo stato di Chu, sotto l’influenza cinese, si trasformò in una grande potenza regionale. La sua espansione assicurò l'arricchimento della propria cultura attraverso acquisizioni da culture locali e innescò lo spostamento di altri gruppi etnici verso sud e ovest. La cultura Shu nel Sichuan mantenne la sua vasta indipendenza fino al III secolo a.C.
Si distinsero, in via definitiva con gli Stati Combattenti, le sei aree culturali menzionate al principio:
- la cultura Jin, nell'attuale Shanxi, che prende il nome dallo stato di Jin, comprendente Jin, Zhou e Zhao e poi disgregatosi negli stati di Han e Wei;
- la cultura Qin, nell'attuale Gansu, che prende il nome dallo stato di Qin;
- la cultura Chu a sud e sud-est dello Yangtze, che prende il nome dallo stato di Chu, comprendente Chu e parte di Ba;
- la cultura Qi, sulla costa meridionale del Mare di Bohai, che prende il nome dallo stato di Qi, comprendente Qi e Lu;
- la cultura Yan, sulla costa settentrionale del Mare di Bohai, che prende il nome dallo stato Yan;
- la cultura Wu-Yue, a sud di Chu, che prende il nome dagli stati di Wu e Yue.[16]

Le continue incursioni dei nomadi della steppa, in questo periodo d'instabilità politica, diffusero in Cina importanti innovazioni militari (cavalleria, sciabola, arcieri a cavallo, ecc.) ma impattarono anche la produzione artistica: intorno al 550 a.C., il c.d. "Stile animalistico" dei nomadi scito-siberiani inizia ad influenzare i bronzisti cinesi che a loro volta influenzano la produzione dei barbari. È una nuova forma d'arte che combina scene di caccia, branchi d'animali selvatici, esseri ibridi e puro gioco grafico di colori attraverso l'applicazione di pelle tagliata o feltro. La differenza con lo zoomorfismo Shang-Zhou è evidente: i soggetti sono più realistici, dinamici e vivaci; il simbolismo astratto sostituito da una narrazione coerente. Questi effetti e motivi provenienti dalla c.d. "arte delle steppe" (ed anche dalle lacche dello stato di Chu) sono trasposti nell'oreficeria della Cina centrale: i bronzi sono arricchiti da tarsie, sempre in lastre, di rame, argento o oro. Con l'aumento della domanda comparvero nuovi oggetti domestici, con intarsi più pregiati: es. fermagli in bronzo con intarsi, in una grande varietà di forme e ornamenti che testimoniano anche qui l'influenza dell'arte barbara delle steppe ove però l'impostazione delle scene di guerra o caccia viene ripresa per la decorazione geometrica. Come anticipato, si diversifica la gamma dei materiali e delle tecniche di finitura. Per creare le pietre furono utilizzati diversi metalli e leghe, minerali e pietre semi-preziose e si riprese la tradizione Shang dell'agemina. La tecnica della doratura a fuoco, ampiamente utilizzata dai popoli della steppa settentrionale per rifinire i loro utensili e gioielli in bronzo, divenne sempre più importante in Cina. Anche le iscrizioni dei bronzi mutano: i caratteri che prima servivano come veicolo di simboli e messaggi diventano elemento decorativo, impreziositi con l'onnipresente oro, nelle spade di Chu e Yue.
Altra caratteristica del periodo cui avevano accennato sopra è il sempre più marcato ricorso all'antropomorfismo. L'essere umano inizia ad essere raffigurato, sia come decorazione sia come idolo: es. i Bronzi di Yue ricorrono al telamone; idoli antropomorfi furono realizzati a Chu; ecc. Il passo successivo fu il ricorso alla figura umana in rappresentazioni narrative del quotidiano, supportato in questo caso dall'arte barbara delle steppe: scene di caccia e di guerra ma anche di danza, di riti e di musica, di agricoltura, ecc., per giungere infine alla titanica impresa, questa volta ceramica e non metallurgica, dell'Esercito di terracotta voluto dal re di Qin che, sconfitti tutti gli altri Stati Combattenti, fondò l'Impero cinese.

#### Periodo delle primavere e degli autunni (770–481 a.C.)
Almeno per l'VIII secolo a.C., i radicali cambiamenti in corso nella Cina delle Primavere e degli Autunni, non parvero influenzare i lavori dei bronzisti sinici che seguitarono a perpetuare e produrre modelli tardo Zhou occidentale. I cambiamenti furono graduali: i vasi tesero a diventare più tozzi, i.e. più larghi e corti, ed apparvero nuove decorazioni draghiforme; i dǐng si fecero definitivamente tondi. Datano a questo periodo i primi esemplari dei vasi duì, prima assenti, che potrebbero essere un'evoluzione dei primitivi guǐ Shang.
A metà del periodo apparvero diverse innovazioni nella produzione. Il corpo e gli accessori di un vaso potevano essere fusi separatamente e saldati insieme per completare la forma. I blocchi di modelli riutilizzabili resero la produzione più rapida ed economica. Tutte queste innovazioni concorsero nel rivitalizzare la produzione di bronzi con soggetti dalle forme più complesse e dalle decorazioni più opulente: es. il sopracitato corredo del marchese Yi di Zeng. Sempre intorno al 550 a.C., come detto, entra di prepotenza sulla scena cinese l'arte della steppa con i suoi animali più realistici.

Esempi di bronzi del Periodo delle primavere e degli autunni
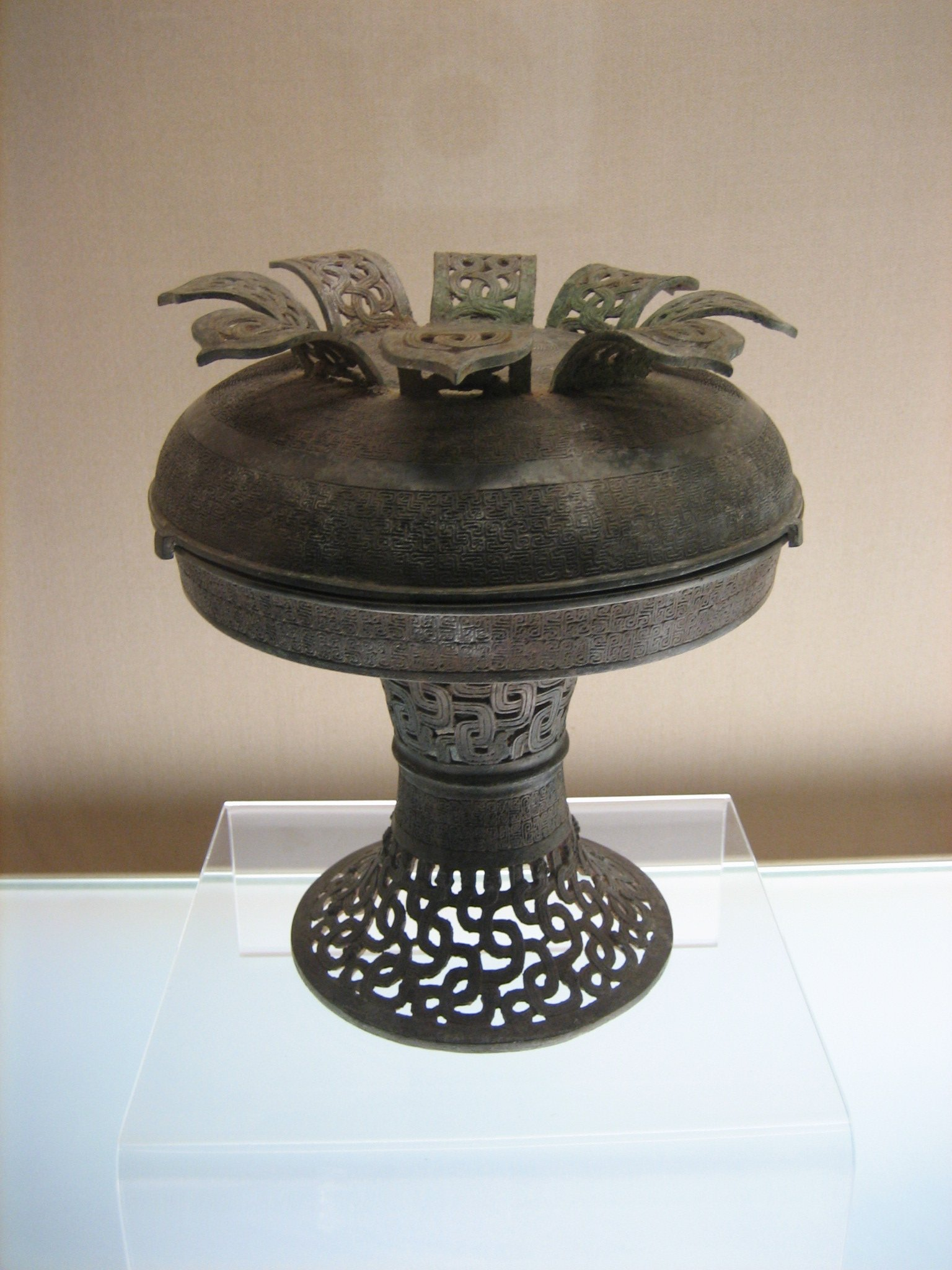
Vaso Dòu con motivi draghiformi (Museo di Shanghai).
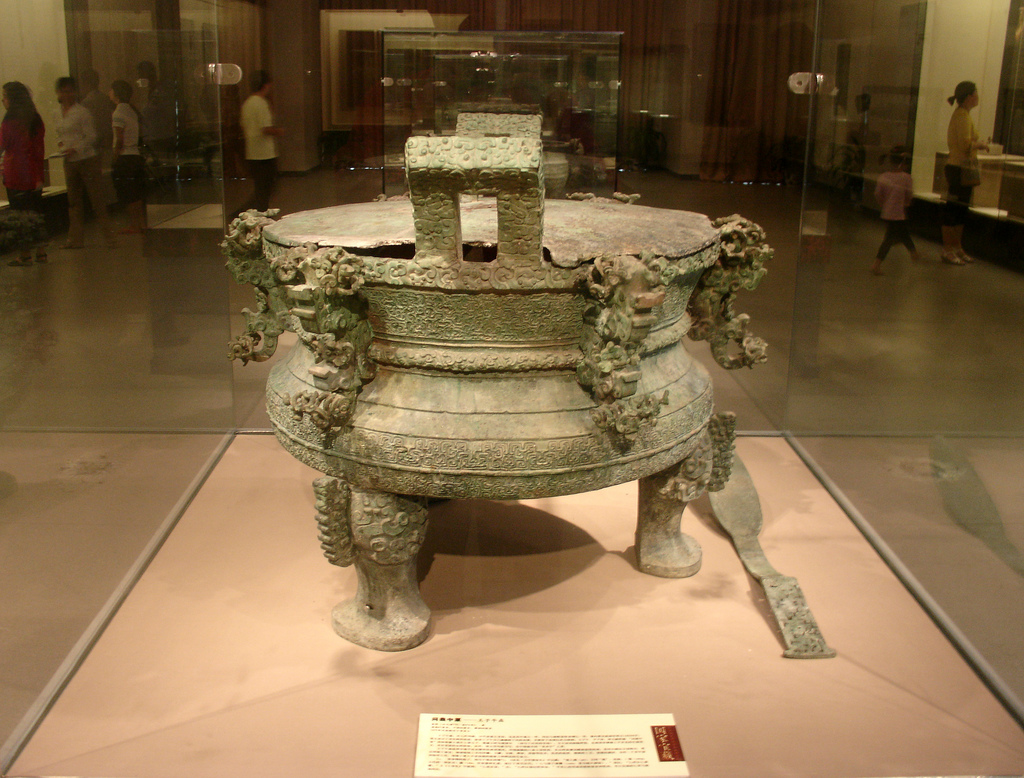
Dǐng tripode con applique draghiformi e decorazioni geometriche (Museo di Henan).
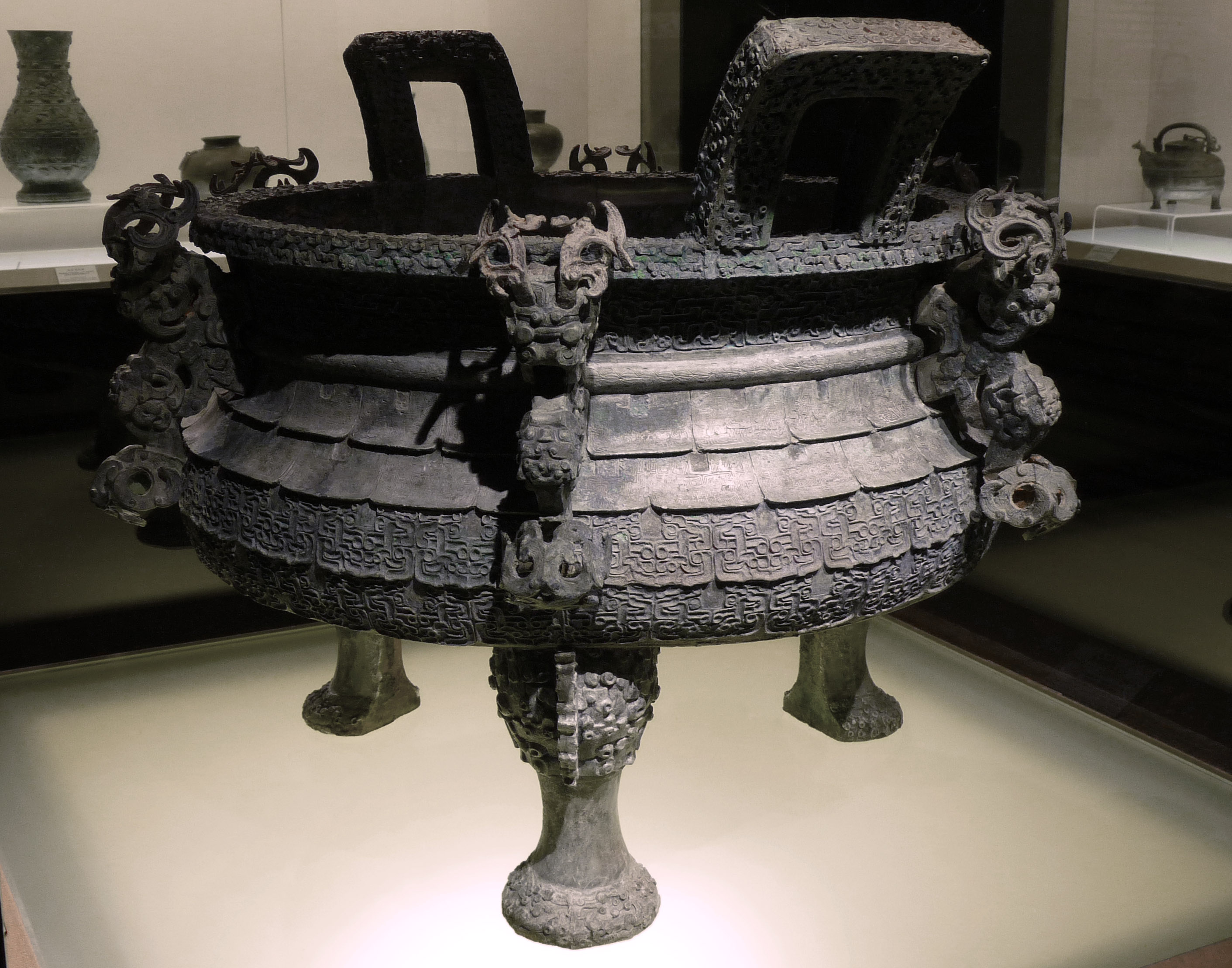
Dǐng tripode con applique draghiformi e decorazioni geometriche (Museo di Shanghai).
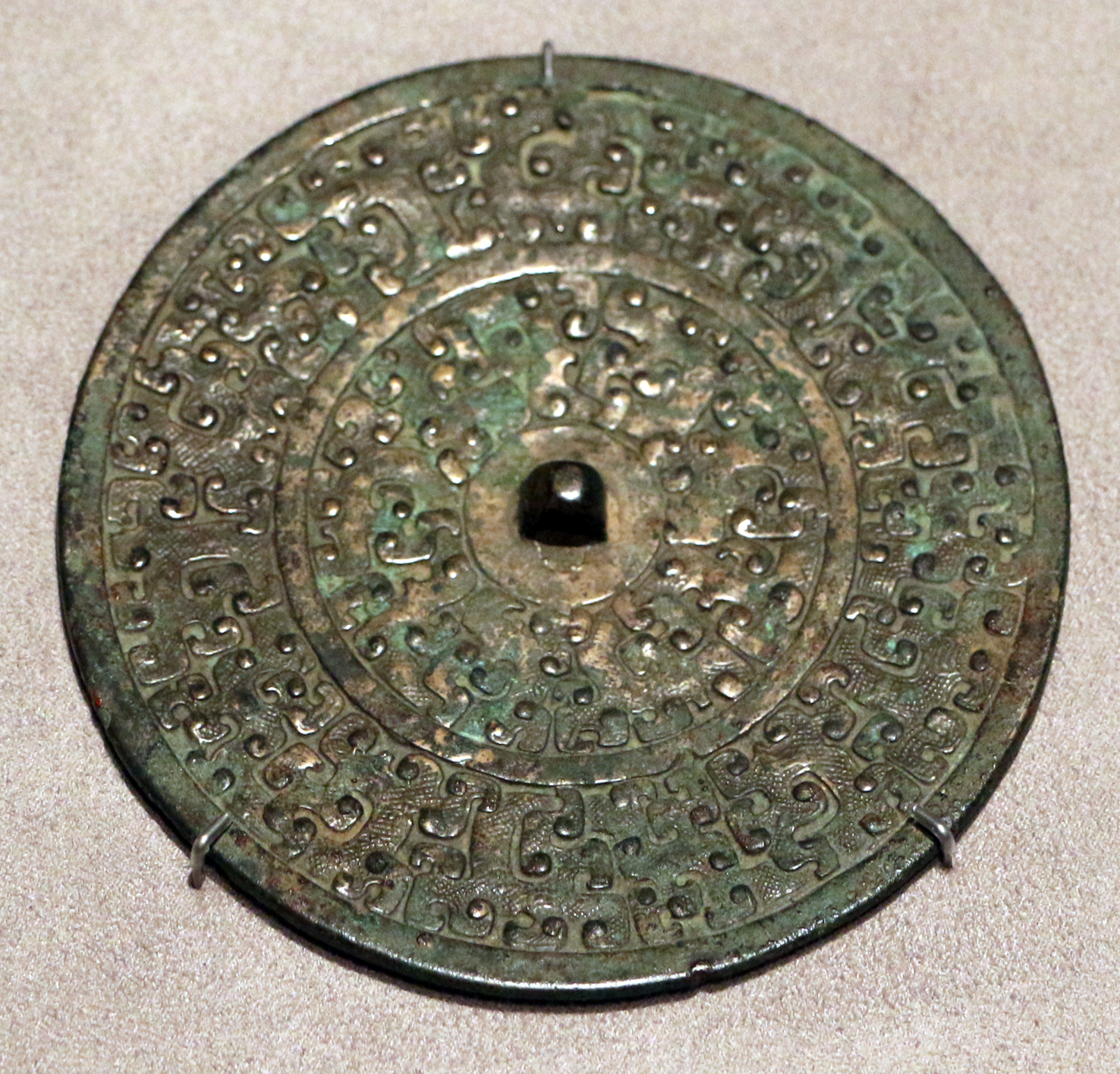
Specchio bronzeo (Museo della contea di Fengxiang).

#### Periodo degli Stati Combattenti (453–221 a.C.)
Come anticipato, gli Stati Combattenti esacerbarono l'instabilità politica delle Primavere e degli Autunni, accompagnando gli Zhou orientali verso il loro definitivo collasso. Nel generale contesto d'una moltitudine di dinastie regali che si contendevano il potere, la committenza di preziosi ed oggetti rituali non fece che crescere, mentre l'evoluzione stilistica dei secoli precedenti proseguiva: la decorazione a tarsie di metalli pregiati, la forma tondeggiante del vasellame, ecc. Datano a questo periodo alcuni degli esemplari più rimarchevoli della bronzistica rituale cinese, quali il corredo funebre del marchese Yi di Zeng e, su tutti, il "Carro della tranquillità" del primo imperatore della Cina, Qin Shi Huang (r. 221–210 a.C.), che pose fine agli Zhou, agli Stati Combattenti e riunì il paese sotto un unico scettro.

Esempi di bronzi del Periodo degli Stati Combattenti
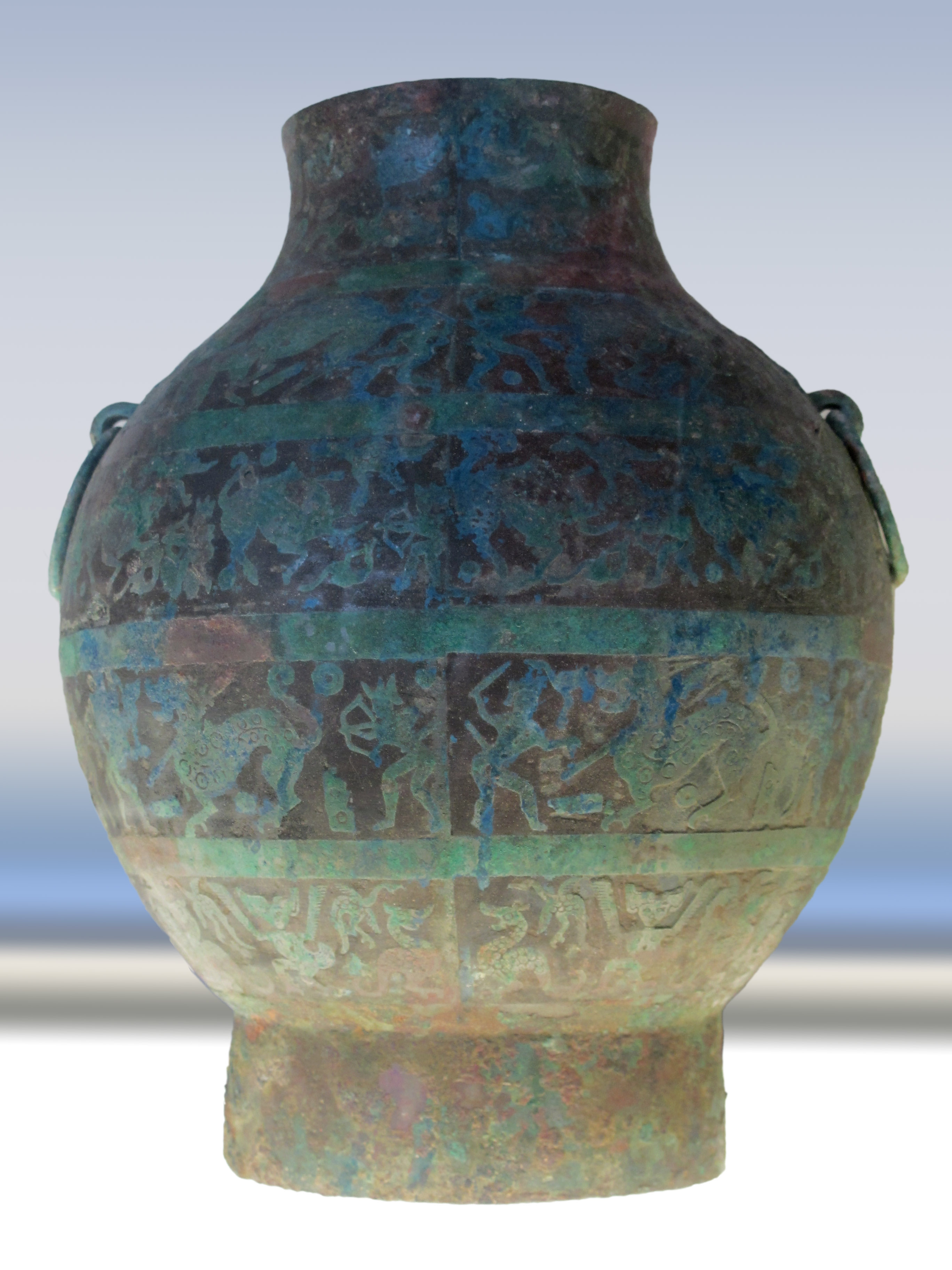
Hú con tarsie in rame raffiguranti una scena di caccia/battaglia (Museo Cernuschi).
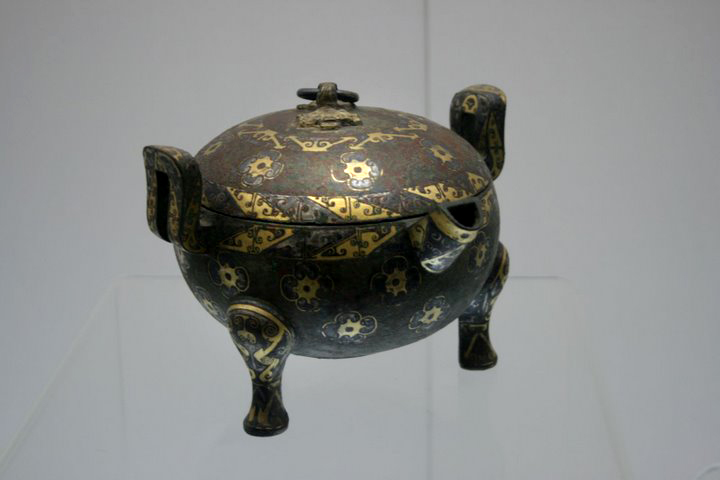
Dǐng con tarsie d'oro e argento (Museo di Liaoning).
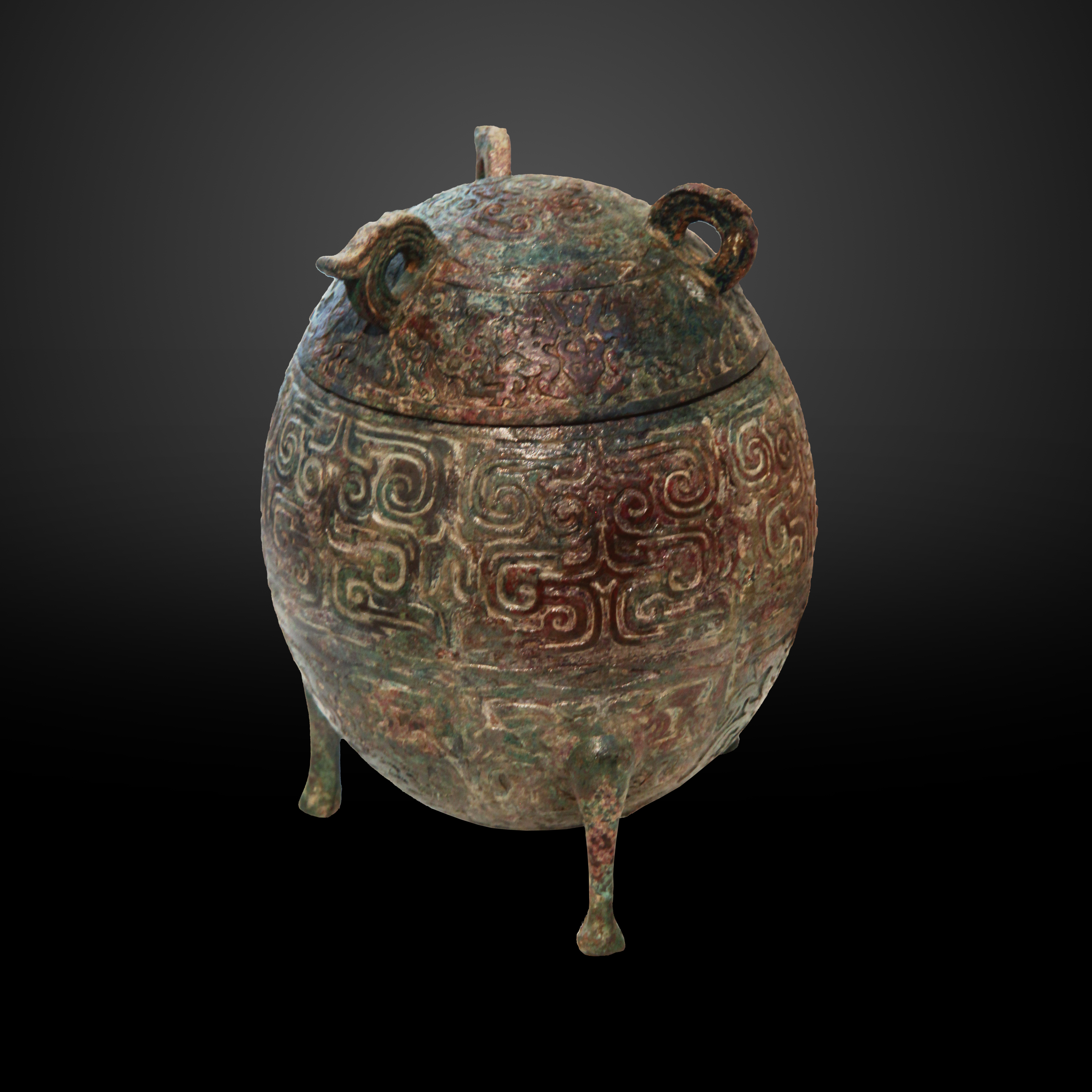
Duī ovoidale (Museo Guimet).
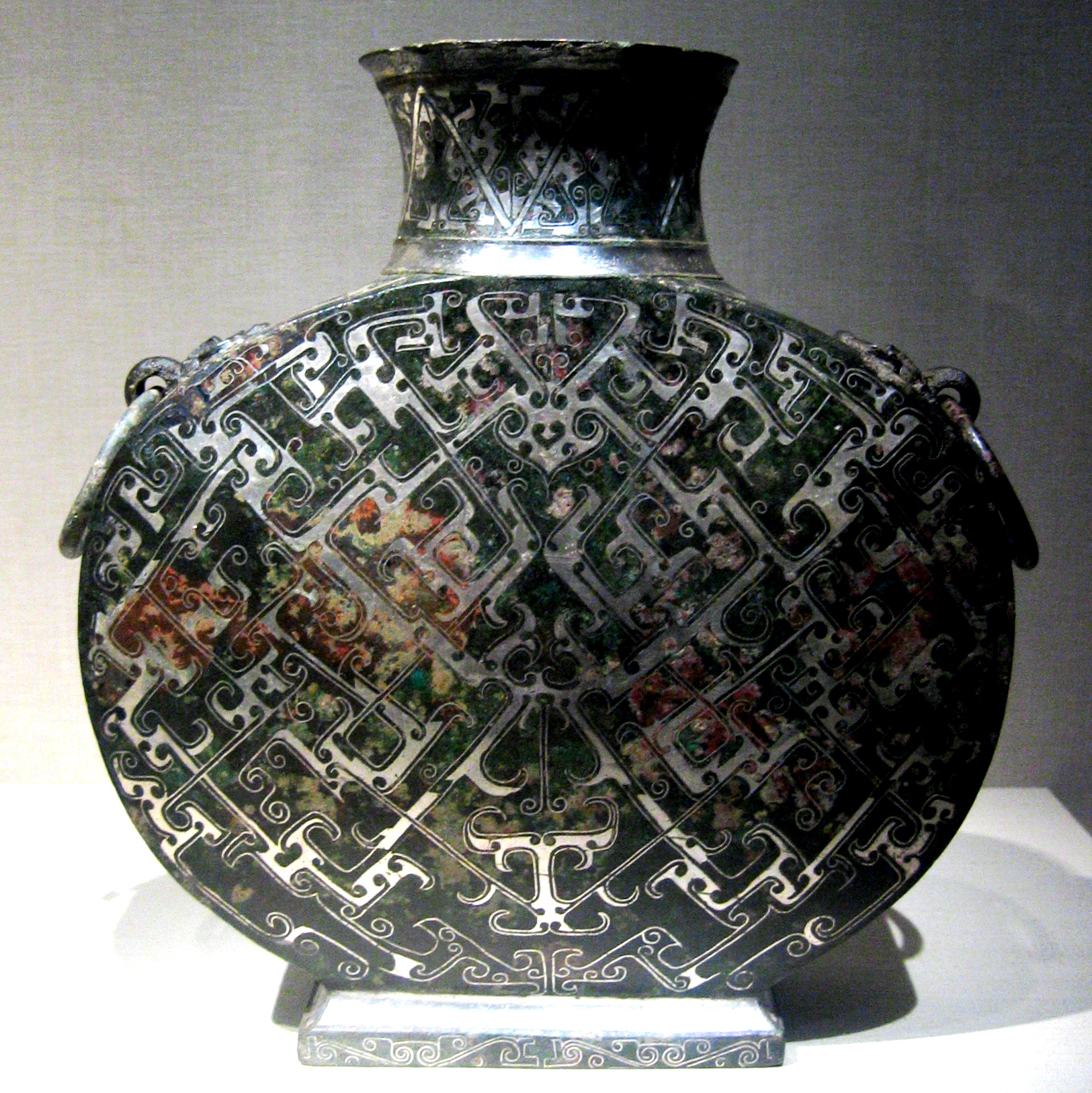
Fiasca con tarsie d'argento (Freer Gallery of Art, Smithsonian Institute)

## I Bronzi della "periferia" e le varianti regionali
Oltre alla cultura della pianura centrale attorno al Fiume Giallo, c'erano altri centri culturali che si trovavano in quella che oggi è la Cina, collegati agli Shang e agli Zhou attraverso relazioni commerciali ma latori d'una propria cultura. Una considerazione separata vale per l'area dell'attuale provincia del Hunan, già nella sfera d'influenza Shang-Zhou ma che sviluppò uno stile regionale distintivo poi maturato nella cultura del regno di Chu trattato poc'anzi.

### I Bronzi del Sud-Ovest: lo stato di Shu

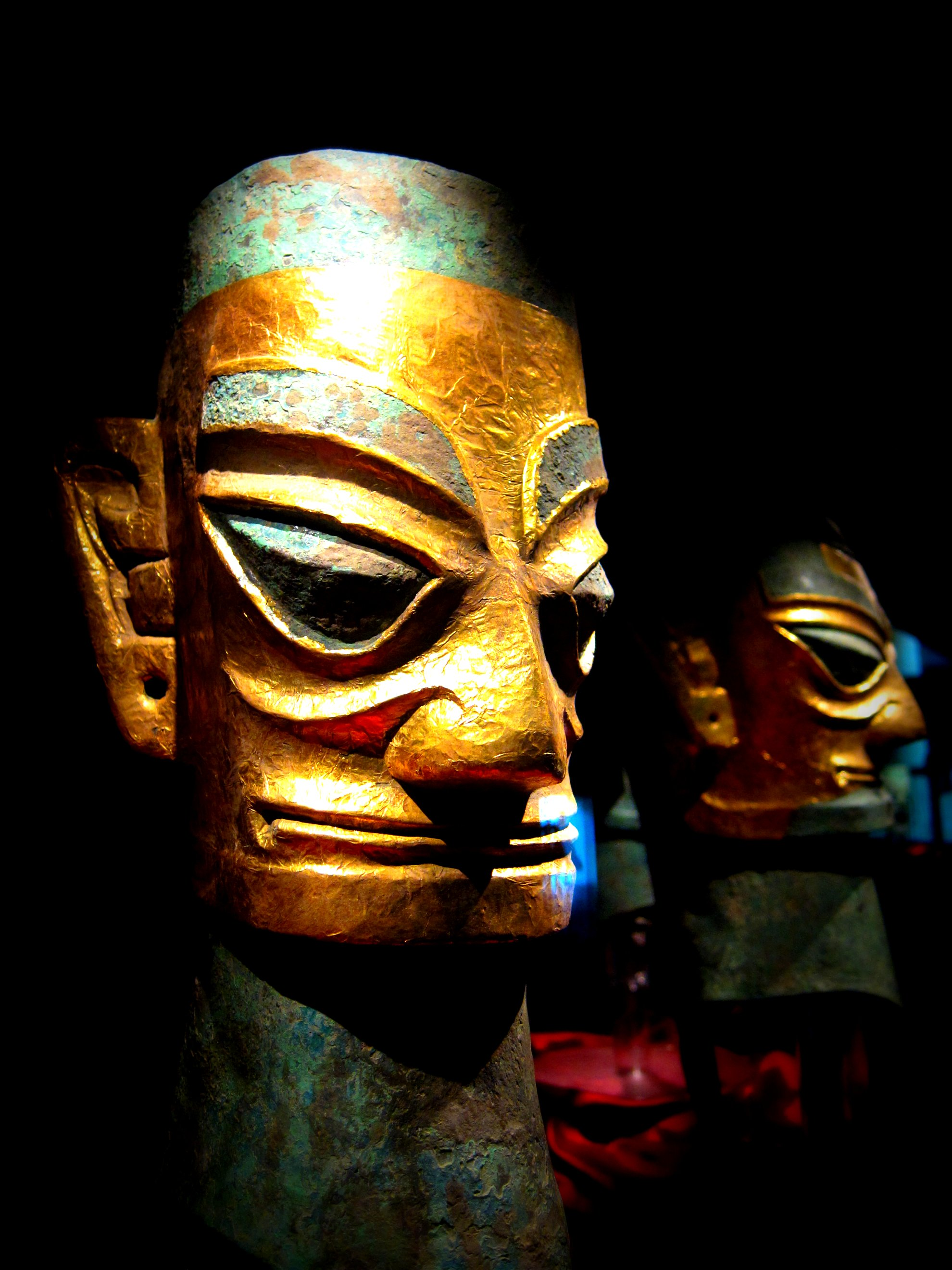
Fig. 13.
L'antropomorfismo e la lavorazione dell'oro, rare nell'arte Shang-Zhou, erano una caratteristica importante della cultura Shu del Sichuan.

La cultura Shu, originatasi nell'attuale Sichuan e giunta al suo apice tra la seconda metà dell'Era Shang ed il principio dell'Era Zhou, è un interessante caso-studio di cultura autoctona estranea al fermento culturale della Pianura del Fiume Giallo. I principali siti di scavo Shu si trovano a Sanxingdui (40 km a nord-est da Chengdu) e nel distretto Jinsha della stessa Chengdu. Tra i reperti Shu spiccano i metalli lavorati, realizzati per fusione ma in forme più semplici rispetto a quelle Shang-Zhou, poi assemblate. Questa cultura disponeva di un'incredibilmente avanzata capacità di lavorare il bronzo, ottenuta aggiungendo piombo alla normale combinazione di rame e stagno per la creazione di una sostanza forte con cui generare oggetti grandi e pesanti. A differenza degli Shang, gli Shu producevano pochi vasi e non producevano affatto vasi tripodi. Nelle due fosse sacrificali del sito di Sanxingdui, figura una sola dozzina di vasi (simili agli zun ed ai lei Shang) tra diverse centinaia di bronzi rinvenuti. Si tratta comunque di prodotti locali, non importanti, salvo la possibilità che si tratti di manufatti né Shu né Shang ma di una terza cultura a metà strada da entrambe.
Una delle più evidenti particolarità della bronzistica Shu sono le numerose raffigurazioni di teste umane o maschere antropomorfe e teriomorfe (v. Fig. 13.) di cui sono stati rinvenuti esemplari anche nelle fosse sacrificali. Quelli più piccoli misurano circa 10 cm e colpiscono per la loro espressività. La seconda fossa sacrificale di Sanxingdui conteneva poi la più antica rappresentazione di figura umana a grandezza naturale in bronzo: nota come “Grande figura in piedi”, è alta circa 2,60 m base inclusa. Sono venute alla luce anche tavole sacrificali/altari in bronzo e rappresentazioni di alberi, il più alto misurante 3,96 m, dalle chiome ampiamente ramificate a cui erano attaccati elementi decorativi secondari come fiori (anche in bocciolo), foglie e uccelli (v.si Fig. 14.). La presenza di elementi floreali è una caratteristica dei bronzi Shu laddove, come anticipato, questi sono invece completamente assenti nei bronzi Shang-Zhou: es. il copricapo della “Grande figura in piedi” e di una seconda figura umana, più piccola, sono decorati con delle foglie (o piume).

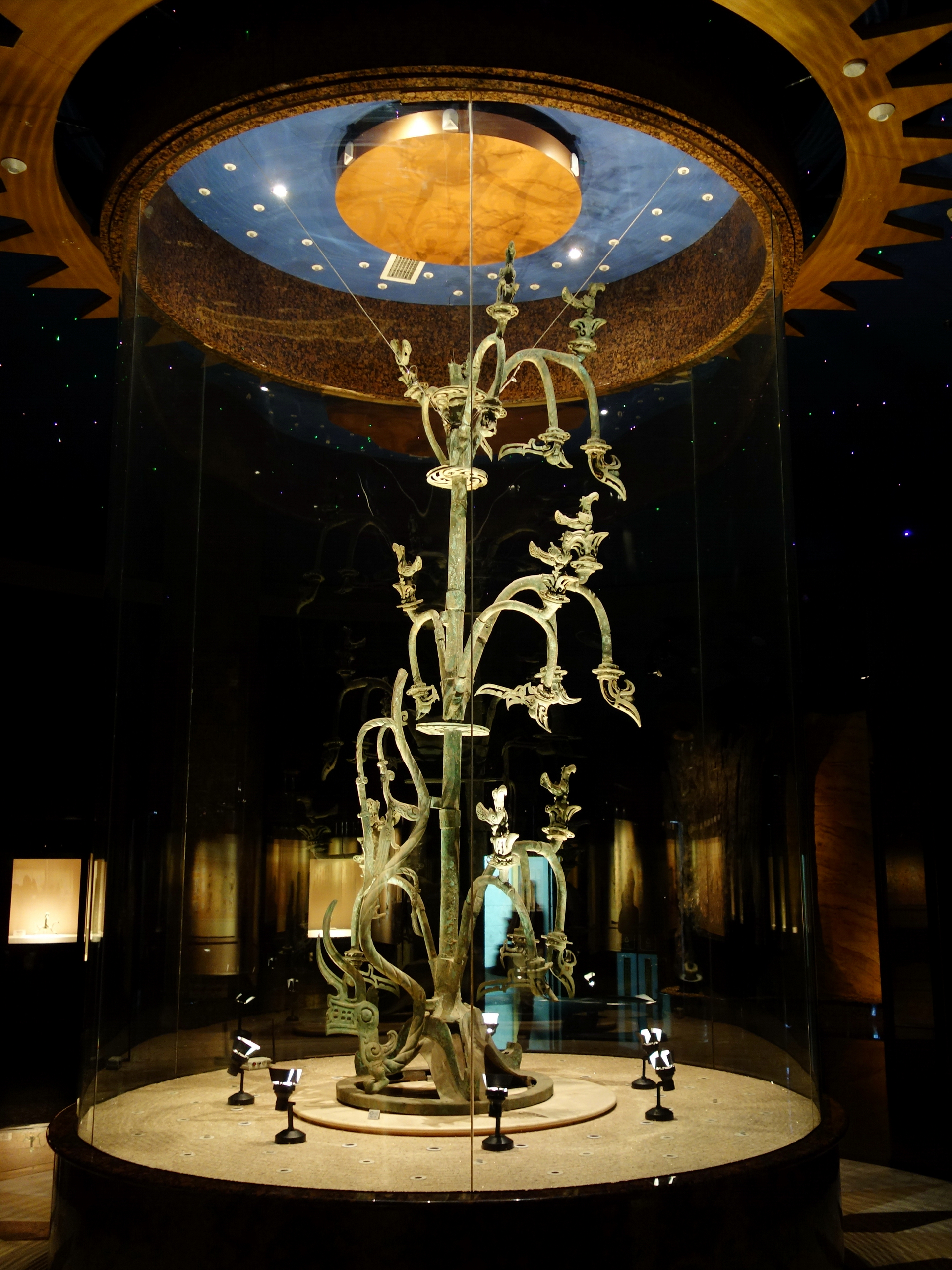
Fig. 14.
Uno degli alberi bronzei di Sanxingdui.

Gli elementi decorativi dominanti differiscono notevolmente da quelli Shang-Zhou, anche a livello tecnico. Anzitutto, il ricorso alla doratura con foglia d'oro. Le maschere e le teste erano infatti ricoperte di fogli d'oro finissimo per enfatizzarne la lucentezza metallica (v. Fig. 13.) e staccarli dal contesto degli altri bronzi. Poi l'uso, sui volti degli idoli, di pigmento, per lo più nero carbone o vermiglio, su sopracciglia, pupille e labbra. Questi trattamenti superficiali dei bronzi non risultano, ad oggi, noti né applicati nel cuore della cultura Shang-Zhou. I bronzi Shu sono poi soggetti scultorei veri e proprio che vengono arricchiti da una decorazione, non semplici superfici da decorare come i bronzi Shang-Zhou! Ricorrono decorazioni della superficie assimilabili al leiwen Shang ma potrebbero anche essere evoluzione dei motivi serpentiformi/linearistici riconducibili alle raffigurazioni tridimensionali del "drago Shu".
Il drago Shu differisce infatti notevolmente dal drago Shang-Zhou: ha elaborate creste sul naso o sulla testa e delle vele dorsali; è sempre raffigurato con quattro zampe terminanti in piedi a forma di pugno. È un motivo relativamente comune: lo si trova come decorazione in rilievo sulla “Grande figura in piedi”; sugli alberi di bronzo (v.si seguito); sugli altari; ecc. Un altro motivo comune sono gli ocelli o le ruote solari, anche in forma di calco in rilievo sugli abiti o sui copricapi delle figure, e in forma scultorea come accessori o placche. Gli uccelli sono raffigurati tridimensionalmente, ad esempio come ornamenti sui rami degli alberi in bronzo, al pari dei draghi, ma anche come sculture individuali: particolarmente apprezzati sono la testa di un rapace dal grande becco adunco e un gallo con un'imponente cresta sulla testa. Altri animali spesso raffigurati erano gli elefanti che dovevano avere un ruolo speciale nella vita quotidiana o religiosa del popolo Shu: es. quattro teste d'elefante ornano il basamento della “Grande figura in piedi”.
Con il progredire del periodo Zhou occidentale, l'influenza dell'arte del bronzo del cuore del paese su quella della cultura Shu aumentò. Elementi decorativi come i draghi kui e i leiwen occupavano un posto permanente nelle decorazioni dei vasi di bronzo. Le raffigurazioni di persone divennero più rare ma il naturalismo nelle raffigurazioni di animali aumentò. Ciò che colpisce è la frequenza con cui vengono utilizzati elementi decorativi rotondi: sono draghi/serpenti arrotolati dai corpi altamente astratti, forse reminiscenza della ruota solare di Sanxingdui.

### I Bronzi del Sud: gli stati di Chu e Yue
Secondo la storiografia ufficiale, lo stato di Chu nacque alla fine dell'XI secolo a.C. come stato dipendente dal regno Zhou salvo emanciparsene alla fine del VII secolo a.C., quando Xiongtong si proclamò 王T, WángP, lett. "Re" Wu di Chu arrogandosi il medesimo titolo dei sovrani Zhou. L'antica dinastia aveva in realtà rinunciato a velleità espansionistiche nel sud molto prima e Chu godeva di una netta libertà che si manifestò anche in uno sviluppo culturale indipendente.

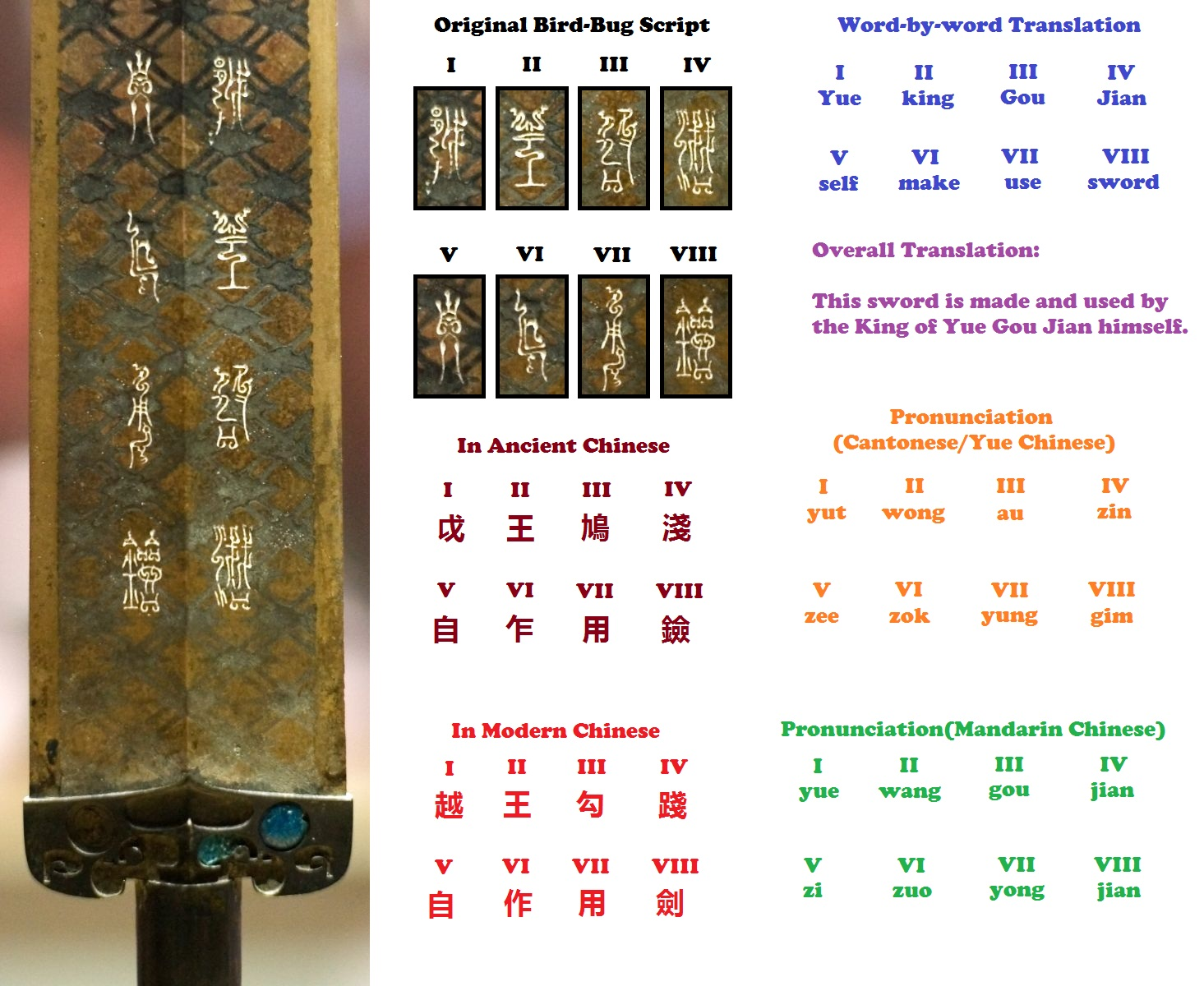
Fig. 15.
Spada di Gōujiàn - particolare del forte della lama trascrizione in sinogrammi moderni dei, tipici degli stati meridionali di Chu e Yue, incisivi.

A sud-est di Chu, gli stati rivali di Yue e Wu promossero una bronzistica similare ma non priva di peculiarità e deviazioni. Anzitutto, Yue era celebre per l'altissimo livello tecnico dei suoi spadai, capaci di realizzare armi sia incredibilmente efficaci sia sontuosamente decorate ad intarsi d'oro, i medesimi con i quali, nei Bronzi Chu, sono raffigurati i personaggi. Fino agli Stati Combattenti, i caratteri sui bronzi rituali servirono a scopi pratici, es. come iscrizioni dedicatorie o per registrare eventi politici. I caratteri intarsiati in oro sulle spade cerimoniali degli Yue, che avevano chiaramente una funzione rituale o rappresentativa, indicano un cambiamento nel modo delle iscrizioni che divengono ora elemento decorativo. Ciò sarebbe supportato anche dall'uso peculiare d'una forma di scrittura decorativa tipica degli stati del sud, nota come 鸟虫文T, lett. "Vermi e uccelli", che veniva regolarmente utilizzata a Chu, Wu e Yue per scopi decorativi su manufatti di vari materiali.
La foglia d'oro o d'altre leghe metalliche fu ampiamente utilizzate a Chu a partire dal VI secolo a.C., apparentemente secondo un gusto che prediligeva contrastanti cromatici sulla superficie dei manufatti. Foglia d'oro, foglia d'argento e altri metalli sono stati trovati in vari siti del Henan, Hubei e Anhui. Gli intarsi metallici furono introdotti dal medesimo periodo, in rame, prefabbricati e poi fusi sull'oggetto da decorare. L'agemina vera e propria comparve solo più tardi.
In generale, si può notare che i Bronzi Chu, in particolare vasi, campane e oggetti simili a tavoli o altari, hanno spesso una decorazione superficiale scultorea e applicazioni su larga scala. Le creste decorative in forme astratte o animali sono elaborate ed appariscenti.
I soggetti delle decorazioni sui vasi di bronzo Yue riflettono la forte componente fluviale della loro cultura/società: navi (non forzatamente dissimili da quelle che navigavano lungo il Fiume Giallo), rane e serpenti, questi ultimi soggetti che appaiono raramente sui bronzi dell'entroterra Zhou. Le tigri occupano un ruolo speciale nelle raffigurazioni Chu di animali poiché nelle regioni meridionali del vecchio dominio Zhou, cioè nello stato di Chu e presso i Ba, poi spinti dai Chu verso Shu, sono tra le raffigurazioni d'animali più comuni: es. tipico nelle campane chunyu (i.e. le campane tipiche di Chu, differenti da quelle tipiche Zhou per la sezione quasi rotonda) è l'occhiello tigriforme (sempre ben identificabile perché le strisce sul corpo del panterino sono in rilievo) per appenderle alla piastra del soffitto ed in alcuni esemplari di campana la tigre ne decora il corpo. Alcune di queste chunyu mostrano anche segni o simboli di significato o funzione sconosciuti sulla piastra del soffitto. I personaggi hanno un carattere pittografico e ricordano pesci o granchi, mentre altri sono astratti. Non è chiaro se si tratti di una forma di scrittura locale o semplicemente ornamentale, poiché solitamente veniva utilizzata una variante locale della scrittura cinese.

### I Bronzi Liyu e l'arte del bronzo di Jin e dei suoi stati successori

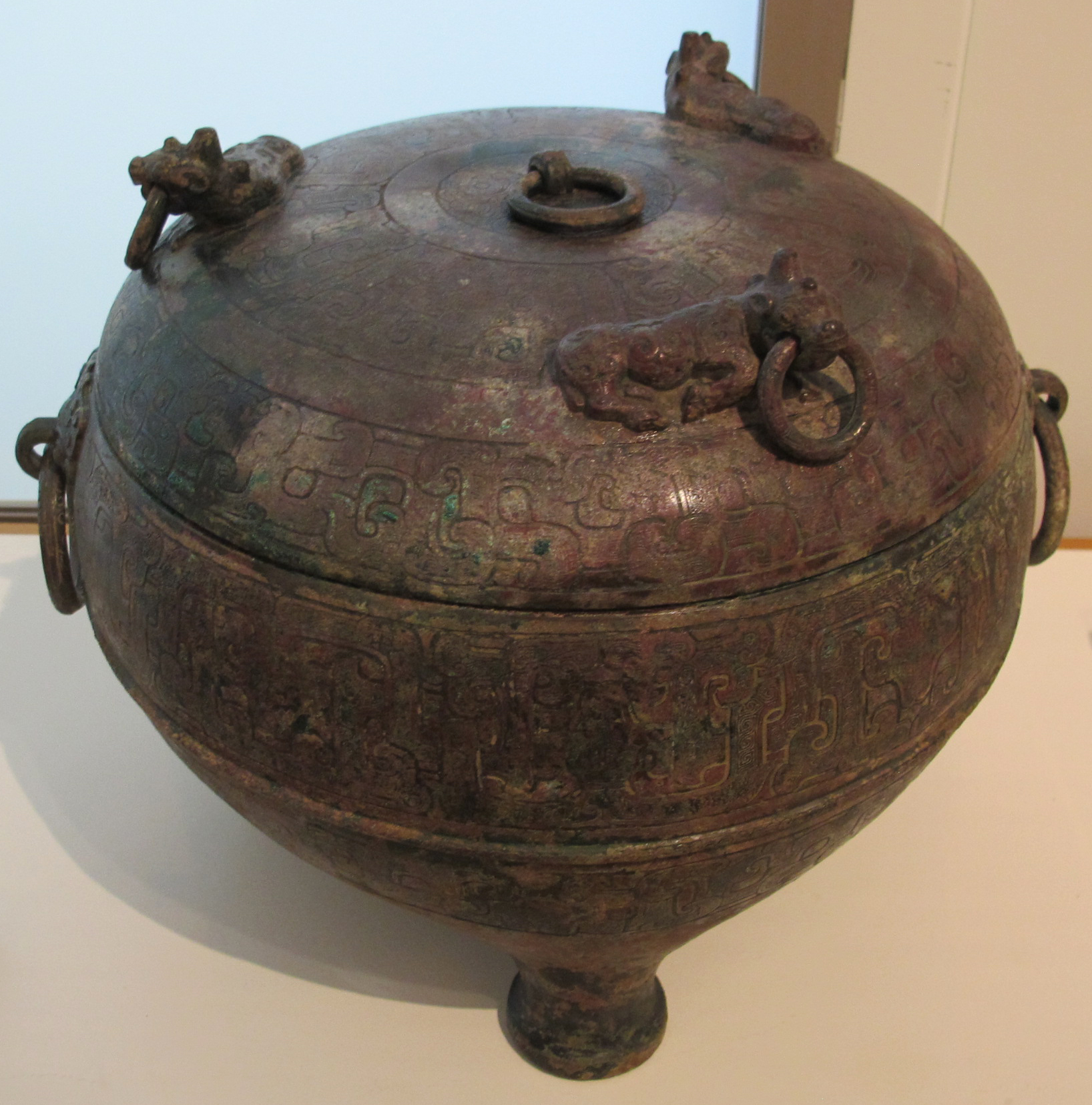
Fig. 16.
"Bronzo Liyu" con i tipici draghi che s'intrecciano sul corpo del vaso alternandosi ai leiwen di fondo. Gli anelli sono retti da sculture di buoi.

Una forma speciale nel cuore della Cina sono i c.d. "Bronzi Liyu", rinvenuti nell'omonimo villaggio dello Shanxi. Il loro stile risale al VI secolo a.C. e rappresenta una peculiarità regionale legata allo stato di Jin e che scomparve con lo stesso nel 453. È caratterizzato da una forte astrazione delle decorazioni, che consistono in draghi kui o simili creature ibride i cui corpi allungati sono intrecciati e strettamente impacchettati in fasce tortuose sul corpo del vaso (Fig. 15). In contrasto con la forte frammentazione dei registri decorativi Chu, i bronzi Jin sono caratterizzati da fasce decorative autonome che avvolgono l'intero corpo del vaso, completate da monocoli inseriti a cadenza regolare. Nel complesso, i decori sono lavorati in rilievo molto piatto e poco ampio ed erano realizzati in fase di fusione, come evidenziato dai ritrovamenti di stampi con negativi-decorativi.
La particolarità dei bronzi Jin è che utilizzano in parte antiche decorazioni Shang, come taotie e leiwen, unitamente ad animali realistici piuttosto insoliti per le decorazioni artistiche in bronzo: pesci, tartarughe e anatre. Creste e applicazioni decorative sono molto rare e sono solitamente in forma d'animali sottili e sempre resi naturalisticamente. Le maniglie e i loro approcci possono sicuramente assumere forme di drago o taotie. L'intarsio è molto raro e, quando presente, in oro.
Con la disintegrazione di Jin in Han, Zhao e Wei iniziò un cambiamento nel disegno della superficie dei bronzi. Le forme consuete dello stile Liyu furono mantenute, come gli intrecci di draghi, ma a volte semplificate. Fiorente era invece la tecnica dell'agemina, con intarsi in oro, rame e turchese, tecnica come detto nota agli Shang ma caduta in disuso con gli Zhou, così come l'uso su larga scala della malachite.
Le linee cambiano. Al posto degli elementi orizzontali e verticali, ci sono linee diagonali che definiscono zone decorative a forma di diamante o triangolari. I componenti in oro o rame intarsiati servono sia per enfatizzare singoli elementi decorativi come i draghi, sia per delimitare i singoli campi decorativi l'uno dall'altro e per enfatizzare le linee. Nel IV secolo a.C., l'oro e l'argento avevano quasi completamente sostituito altri metalli come il rame come materiali per intarsi.

### Esplicative
1. ↑  (EN) Jessica Rawson, China and the steppe: reception and resistance, in Antiquity, vol. 91, 2017,  pp. 375-388, DOI:10.15184/aqy.2016.276.
«Lo sviluppo di diverse tecnologie chiave in Cina - metallurgia del bronzo e del ferro e carri trainati da cavalli - nacque dalle relazioni della Cina centrale, del periodo Erlitou (1700-1500 a.C. circa), degli Shang (1500-1046 a.C. circa) e delle dinastie Zhou (1046–771 a.C.), con i loro vicini nella steppa. Gli intermediari in questi scambi erano gruppi disparati in un'ampia area di confine di terre relativamente elevate intorno al cuore della Cina, le pianure centrali. Le società della Cina centrale erano già così avanzate che, quando furono adottate queste innovazioni straniere, si trasformarono all’interno di sistemi sociali e culturali altamente organizzati.»
2. ↑  (EN) Mei Jianjun, Cultural Interaction between China and Central Asia during the Bronze Age (PDF), in Proceedings of the British Academy, vol. 121, 2003,  pp. 1-39.
«[...] l'argomentazione per un possibile contatto Afanasievo-Xinjiang basata sui ritrovamenti nel cimitero di Gumugou nel bordo nord-orientale del bacino del Tarim sembrerebbe ragionevole e deve essere mantenuta aperta per futuri ritrovamenti archeologici. In altre parole, la possibilità della dispersione della prima metallurgia basata sul rame dalla steppa eurasiatica allo Xinjiang e più a est fino al Gansu non può essere esclusa al momento e dovrà essere presa in considerazione quando saranno disponibili ulteriori prove archeologiche..»
3. ↑  Il funzionario-letterato Wang Fu (82–167 d.C.) così descrisse il drago in epoca imperiale:
«Le persone dipingono la forma del drago con la testa di cavallo e la coda di serpente. Inoltre, ci sono espressioni come "tre articolazioni" e "nove somiglianze" (del drago), vale a dire: dalla testa alla spalla, dalla spalla al petto e dal petto alla coda. Queste sono le articolazioni; quanto alle nove somiglianze, sono le seguenti: le sue corna assomigliano a quelle di un cervo, la sua testa a quella di un cammello, i suoi occhi a quelli di un demone, il suo collo a quello di un serpente, il suo ventre a quello di una vongola (shen, 蜃), le sue scaglie quelle di una carpa, i suoi artigli quelli di un'aquila, le sue piante quelle di una tigre, le sue orecchie quelle di una mucca. Sulla sua testa ha qualcosa come un'ampia eminenza (un grosso nodulo), chiamata [chimu] (尺木). Se un drago non ha [chimu], non può ascendere al cielo.»
4. ↑  Ancora oggi, i cinesi indicano sé stessi come 龍的傳人T, 龙的传人S, lett. "Discendenti del Drago" - Sleeboom 2004.
5. ↑  Sebbene questo esempio non provenga dal cuore della Cina, riprende un motivo comune agli Shang e lo implementa.
6. ↑  Lo Yunnan è appunto oggi l'unica regione della Cina in cui sopravvive una popolazione locale di elefanti, in tempi storici presenti nel paese fino ad Anyang (Henan), nella Cina del Nord, ma sterminati dalla passione sinica per i manufatti d'avorio - v.si (EN) Elephants in China, su eleaid.com.

### Bibliografiche
1. ↑  (EN) Altar Set, su Metropolitan Museum of Art. URL consultato il 19 novembre 2017.
2. ↑  (EN) Richard Von Glahn, The Economic History of China: From Antiquity to the Nineteenth Century, Cambridge University Press, 2016,  p. 11, ISBN 978-1-139-34384-8.
3. 1 2   Innocenzo Vigoroso, La fusione in bronzo attraverso i secoli, Edizioni grafiche Manfredi, 1998,  pp. 17-20.
4. ↑  (EN) Yunxiang Bai, A Discussion on Early Metals and the Origins of Bronze Casting in China (PDF), in Chinese Archaeology, vol. 3, 2003,  pp. 157-165, DOI:10.1515/char.2003.3.1.157.
5. 1 2  (EN) Liu L, The Chinese neolithic: trajectories to early states[collegamento interrotto], Cambridge, Cambridge University Press, 2004, ISBN 0-521-81184-8.
6. ↑  Chang 1982, p. 1.
7. ↑  (EN) Allan S, Erlitou and the Formation of Chinese Civilization: Toward a New Paradigm, in The Journal of Asian Studies, vol. 66, n. 2, Cambridge University Press, maggio 2007,  pp. 461-496, DOI:10.1017/S002191180700054X.
8. ↑  (EN) Liu L e Xu H, Rethinking Erlitou: legend, history and Chinese archaeology, in Antiquity, vol. 81, n. 314, 2007,  pp. 886-901, DOI:10.1017/S0003598X00095983. URL consultato il 2009.
9. ↑  Chang 1982, pp. 1 e 6-7.
10. 1 2 3 4  (EN) Wilma Fairbank, Piece-Mold Craftsmanship and Shang Bronze Design, in Archives of the Chinese Art Society of America, vol. 16, 1962,  pp. 9-13, JSTOR 20067039.
11. ↑  Nickel 2006, p. 33.
12. 1 2 3  Nickel 2006, pp. 6-7.
13. ↑  Delbanco 1983, pp. 14-15.
14. ↑  Bagley 1987, p. 414.
15. ↑  Allan 2016, p. 35.
16. 1 2 3 4  Yu e Kleeman 1984, p. 309.
17. ↑  Fong 1980, p. 8.
18. 1 2  Fong 1980, p. 14.
19. ↑  Fong 1980, p. 12.
20. 1 2  (EN) Julia M. White e Emma C. Bunker, Adornment for Eternity : Status and Rank in Chinese Ornament, Denver Art Museum in Association with the Woods Pub, 1994.
21. ↑  (EN) Jianming Chen, Jay Xu e Fu Juliang, Along the Yangzi River: Regional Culture of the Bronze Age from Hunan, New York, Art Media Resources, Ltd., 2011,  pp. 23-24, ISBN 978-0-9774054-6-6.
22. ↑  (EN) Thomas Lawton, Chinese Art of the Warring States Period: Change and Continuity 480-222 B.C., Smithsonian Institution Press, 1982,  p. 23, ISBN 978-0-934686-39-6.
23. 1 2  Nickel 2006, p. 14.
24. ↑  Nickel 2006, p. 32.
25. ↑  Nickel 2006, pp. 15-16.
26. 1 2  Howard 2006, pp. 19-22.
27. 1 2  (EN) Una Pope-Hennessy, Early Chinese Jades, rist., Read Books, 2008  [1923], ISBN 978-1-4437-7158-0.
28. 1 2  (ZH) Museo provinciale del Sichuan e sala culturale della contea di Peng (a cura di), 四川彭縣西周窖藏銅器 [Oggetti in bronzo del periodo Zhou occidentale conservati nella contea di Peng (Sichuan)], in Kaogu, n. 6, 1981,  pp. 496-499.
29. 1 2  Rawson 1987, p. 52.
30. 1 2  Jacobson 1995.
31. 1 2  Rawson 1987, p. 52f.
32. 1 2  So 1995, p. 47.
33. ↑  Rawson 2007.
34. ↑  Erdberg 1993, p. 20.
35. ↑  Allan 2016, p. 21.
36. ↑  Allan 2016, pp. 30-31.
37. 1 2  Silbergeld 2016, p. 11.
38. 1 2  Allan 2016, pp. 23 e s.
39. 1 2 3  Allan 2016, p. 34 e s.
40. 1 2 3  (EN) Ladislav Kesner, The Taotie Reconsidered: Meaning and Functions of the Shang Theriomorphic Imagery, in Artibus Asiae, vol. 51, 1991,  pp. 29-53.
41. ↑  Allan 2016, p. 27.
42. ↑  Allan 2016, p. 27 e s.
43. ↑  Allan 2016, p. 28.
44. ↑  Chang 2011, p. 28f.
45. 1 2  Rawson 2007, pp. 44-50.
46. 1 2 3  Allan 2016, p. 29 Fig. 1.9.
47. 1 2  Li 2011, p. 30.
48. ↑  Li 2011, pp. 28-30.
49. 1 2  Jacobson 1995, pp. 58 e s.
50. 1 2  Blanchon et al. 1999, p. 64.
51. 1 2  (EN) Filippo Salviati, The Language of Adornment: Chinese Ornaments of Jade, Crystal, Amber and Glass, Ten Speed Press, 2002,  p. 17f, ISBN 1-58008-587-3.
52. ↑  Williams 2012, pp. 145-153.
53. ↑  Cooper 1992, pp. 86-87.
54. ↑  (EN) Margaret Sleeboom, Academic Nations in China and Japan: Framed in concepts of Nature, Culture and the Universal, Routledge, 2004.
55. 1 2 3 4 5 6 7 8  Bernon 2013, p. 92.
56. ↑  Allan 2016, p. 23.
57. ↑  Keightley 1999, p. 233.
58. ↑  Cooper 1992, pp. 181-182.
59. ↑  Williams 2012, p. 313.
60. ↑  (EN) Leslie V. Wallace, Early raptor and falconry imagery in China: four case studies (10th century BC until 8th century AD), in Oliver Grimm, Karl-Heinz Gersmann e Anne-Lise Tropato (a cura di), Raptor on the fist : Falconry, its imagery and similar motifs throughout the millennia on a global scale, Advanced studies on the archaeology and history of hunting, vol. 2.1–2.2, Wachholtz, 2020,  pp. 569-586, ISBN 978-3-529-01491-8.
61. ↑  Allan 2016, pp. 23-24.
62. ↑  Williams 2012, p. 66.
63. ↑  Cooper 1992, pp. 226-227.
64. ↑   Tiger Culture, su Save China's Tigers. URL consultato il 7 marzo 2009 (archiviato dall'url originale il 12 febbraio 2009).
65. 1 2  Falkenhausen 1993, p. 72, Nota 31.
66. ↑  Williams 2012, p. 92.
67. ↑  Williams 2012, p. 62.
68. ↑  (EN) Terese Tse Bartholomew, Hidden Meanings in Chinese Art, Asian Art Museum of San Francisco,  p. 24.
69. ↑  Butz 1993, p. 14, Nota 3.
70. 1 2  Xiao 2001, p. 5.
71. 1 2  Béguin e Chengyuan 1998, p. 139.
72. 1 2 3  Shaughnessy 1992, pp. 126-127.
73. ↑  Falkenhausen 1993, p. 73.
74. ↑  Chang 2011, p. 40.
75. ↑  (EN) Qiu Xigui, Chinese Writing, traduzione di Gilbert Mattos e Jerry Norman, Early China Special Monograph Series, n. 4, Berkeley, The Society for the Study of Early China and the Institute of East Asian Studies, University of California, Berkeley, 2000, ISBN 1-55729-071-7.
76. ↑  Shaughnessy 1992, pp. xv–xvi.
77. ↑  Shaughnessy 1992, pp. 76-83.
78. ↑  Shaughnessy 1992, p. 107.
79. ↑  Bernon 2013, pp. 8-9.
80. ↑  (FR) Li Liu, L'émergence de l'agriculture et de la domestication en Chine, in La révolution néolithique dans le monde, sotto la direzione di Jean-Paul Demoule, Inrap, 2009,  p. 67, ISBN 978-2-271-06914-6. Ospitato su books.openedition.org.
81. ↑  Loehr 1953, pp. 43-44.
82. ↑  Bagley 1999, pp. 146-147.
83. 1 2  Loehr 1953, pp. 45-46.
84. 1 2 3 4 5  Bagley 1999, pp. 147-148.
85. ↑  Ed. in Béguin e Chengyuan 1998, p. 68.
86. ↑  Béguin e Chengyuan 1998, p. 67.
87. ↑  Elisseeff 2008, p. 137.
88. 1 2  Loehr 1953, p. 46.
89. 1 2  Bagley 1999, pp. 148-149.
90. ↑  Descrizione in Béguin e Chengyuan 1998, pp. 64 e 87.
91. ↑  Loehr 1953, pp. 46-47.
92. ↑  Bagley 1999, pp. 149-150.
93. 1 2 3 4 5 6  Loehr 1953, pp. 47-48.
94. ↑  Bagley 1999, pp. 150-153.
95. 1 2  Bagley 1999, pp. 153-154.
96. ↑  Loehr 1953, pp. 48-49.
97. ↑  Bagley 1999, p. 197.
98. ↑  Già ed. in Loehr 1953, Fig. 7.
99. ↑  Già ed. in Bagley 1999, p. 152.
100. ↑  Già ed. in Loehr 1953, Fig. 18.
101. ↑  Shaughnessy 1992, p. 129.
102. ↑  (EN) Robert Tignor [et al.], Worlds Together, Worlds Apart, vol. 1, 4. ed., W.W. Norton, 2013,  p. 153, ISBN 978-0-393-92208-0.
103. 1 2  Béguin e Chengyuan 1998, p. 54.
104. 1 2  Shaughnessy 1992, p. 128.
105. ↑  Shaughnessy 1992, pp. 129-130.
106. ↑  Shaughnessy 1992, p. 130.
107. ↑  Shaughnessy 1999, p. 331.
108. ↑  Sun 2020, p. 454.
109. ↑  Sun 2020, p. 456.
110. ↑  Rawson 1999, p. 393.
111. ↑  Sun 2020, p. 452.
112. ↑  Shaughnessy 1999, pp. 320-322.
113. ↑  Sun 2020, p. 459.
114. ↑  (EN) Zhaofeng Xu, Considering Chengzhou ('Completion of Zhou') and Wangcheng ('City of the King') (PDF), in Chinese Archaeology. URL consultato il 22 luglio 2015 (archiviato dall'url originale il 22 luglio 2015).
115. 1 2  Xu 2020, pp. 537-538.
116. 1 2  Lefebvre d'Argence 1977, pp. 122-123.
117. ↑  Jacobson 1995, p. 2.
118. ↑  Jacobson 1995, pp. 3-4.
119. ↑  Jacobson 1995, p. 52.
120. 1 2  Delacour 2001, p. 23.
121. ↑  Gascuel et al. 2014, pp. 31-32.
122. ↑  Jacobson 1995, p. 1.
123. ↑  Chang 1981, pp. 156-169.
124. ↑  Xu 2020, p. 538.
125. ↑  Ed. in Bernon 2013, p. 174.
126. ↑  Chang e Hai 2011, pp. 19-22.
127. ↑  Xiao 2001, p. 82.
128. ↑  Xiao 2001, p. 62.
129. ↑  Xiao 2001, pp. 78-80.
130. ↑  So 1995, pp. 24 e 33f.
131. ↑  So 1995, p. 34.
132. ↑  Chang e Hai 2011, pp. 98 e 103.
133. 1 2  So 1995, p. 37.
134. ↑  So 1995, pp. 37, 130 e 141.
135. ↑  So 1995, p. 40.
136. ↑  So 1995, p. 48f.
137. ↑  Rawson 1987, p. 55.

### Fonti
- (ZH) Lü Buwei (a cura di), 呂氏春秋T, 吕氏春秋S, Lǚshì chūnqiūP, lett. "Annali della primavera e dell'autunno del Maestro Lu", 239 a.C..

### Studi
Specifici
- (EN) Sarah Allan, The taotie motif on Early Chinese Ritual Bronzes, in Silbergeld e Wang 2016, pp. 21-66, 2016.
- (FR) Gilles Béguin e Ma Chengyuan, Rites et festins de la Chine antique : Bronzes du musée de Shanghai, Parigi, Findakly, 1998, ISBN 2-87900-365-2.
- (FR) Olivier de Bernon, Trésors de la Chine ancienne : Bronzes rituels de la collection Meiyintang, Parigi, Musée des arts asiatiques Guimet. Mare & Martin, Marie-Catherine Rey, 2013, ISBN 979-10-92054-16-3.
- (DE) Herbert Butz, Frühe chinesische Bronzen aus der Sammlung Klingenberg Staatliche Museen zu Berlin, Berlino, 1993, ISBN 3-88609-225-9.
- (FR) Catherine Delacour, De bronze d’or et d’argent : Arts somptuaires de la Chine, Parigi, Réunion des musées nationaux, 2001, ISBN 2-7118-4108-1.
- (EN) Eleanor von Erdberg, Ancient Chinese Bronzes: Terminology and Iconology, Siebenberg-Verlag, 1993.
- (EN) Wen Fong (a cura di), Great Bronze Age of China : an exhibition from the People's Republic of China, New York, Alfred A. Knopf, Metropolitan Museum of Art, 1980, ISBN 978-0-87099-226-1.
- (EN) Rene-Yvon Lefebvre d'Argence, Bronze Vessels in the Avery Brundage Collection, San Francisco, CA, Asian Art Museum, 1977,  pp. 122-123.
- (EN) Max Loehr, Ritual Vessels of Bronze Age China, New York, Asia Society, 1968.
- (EN) Max Loehr, The Bronze Styles of the Anyang Period (1300–1028 B.C.), in Archives of the Chinese Art Society of America, vol. 7, 1953,  pp. 42-53, JSTOR 20066953.
- (EN) Lukas Nickel, Imperfect Symmetry: Re-Thinking Bronze Casting Technology in Ancient China, in Artibus Asiae, vol. 66, n. 1, 2006, JSTOR 25261842.
- (EN) Jessica Rawson, Chinese Bronzes: Art and Ritual, Londra, British Museum, 1987.
- (EN) Jerome Silbergeld e Eugene Y. Wang (a cura di), The Zoomorphic Imagination in Chinese Art and Culture, University of Hawaii Press, 2016.
- (EN) Jerome Silbergeld, Trading places : An intorduction to zoomorphism and anthropomorphism in Chinese Art, in Silbergeld e Wang 2016, pp. 1-20, 2016.
- (EN) Jenny So, Eastern Zhou Bronzes from the Arthur M Sackler Collections Volume III, New York, Arthur M. Sackler Foundation, 1995.
- (EN) Yan Sun, Bronze vessels: style, assemblages, and innovations of the Western Zhou period, in Childs-Johnson 2020, pp. 451-470, 2020.
- (EN) Yu Weichao e Terry Kleeman (a cura di), The Origins of the Cultures of the Eastern Zhou, in Early China, vol. 9, 10 v., 1984,  pp. 307-314.

Consultazione - Arte e simbolismo
- (EN) JC Cooper, Symbolic and Mythological Animals, ill., Londra, Aquarian Press, 1992, ISBN 1-85538-118-4.
- (FR) Hélène Gascuel [et al.], Sublimes matières : À travers 5000 ans de création en Chine, Parigi, Guimet, 2014, ISBN 979-10-90262-13-3.
- (EN) Angela Falco Howard, Chinese sculpture, Yale University Press, 2006, ISBN 978-0-300-10065-5.
- (EN) Esther Jacobson, The Art of the Scythians, BRILL, 1995, ISBN 9004098569.
- (EN) Jessica Rawson (a cura di), The British Museum Book of Chinese Art, 2. ed. ill., British Museum Press, 2007, ISBN 978-0-7141-2446-9.
- (EN) Charles Alfred Speed Williams, Chinese Symbolism and Art Motifs : A Comprehensive Handbook on Symbolism in Chinese Art Through the Ages, 4. ed. riv., 2012.

Consultazione - Archeologia
- (EN) Robert Bagley, 3. Shang archaeology, in Loewe e Shaughnessy 1999, pp. 124-231, 1999.
- (EN) Willow Chang e Weilan Hai (a cura di), Along the Yangzi River: Regional Culture of the Bronze Age from Hunan, New York, China Institute, 2011, ISBN 978-0-9774054-6-6.
- (EN) K.C. Chang, Archaeology and Chinese Historiography, in World Archaeology, vol. 13, 1981,  pp. 156-169, DOI:10.1080/00438243.1981.9979823.
- (EN) K.C. Chang, Studies of Shang Archaeology, Yale University Press, 1982.
- (EN) Elizabeth Childs-Johnson (a cura di), The Oxford Handbook of Early China, Oxford University Press, 2020, DOI:10.1093/oxfordhb/9780199328369.013.21, ISBN 978-0-19-932836-9.
- (FR) Danielle Elisseeff, Art et archéologie : la Chine du néolithique à la fin des Cinq Dynasties (960 de notre ère), Manuels de l'École du Louvre, Parigi, École du Louvre, 2008, ISBN 978-2-7118-5269-7.
- (EN) Lothar von Falkenhausen, 7. The Waning of the Bronze Age: Material Culture and Social Developments, 770–481 B.C., in Loewe e Shaughnessy 1999, pp. 450-544, 1999.
- (EN) Lothar von Falkenhausen, Suspended Music: Chime-Bells in the Culture of Bronze Age China, University of California Press, 1993, ISBN 978-0-520-07378-4.
- (EN) David N. Keightley, 4. The Shang: China's first historical dynasty, in Loewe e Shaughnessy 1999, pp. 232-291, 1999.
- (EN) Song Li, Chinese Bronze Ware, Cambridge University Press, 2011,  pp. 28-30, ISBN 978-0-521-18685-8.
- (EN) Michael Loewe e Edward L. Shaughnessy (a cura di), The Cambridge History of Ancient China : From the Origins of Civilization to 221 BC, The Cambridge History of China, Cambridge University Press, 1999, ISBN 978-0-521-47030-8.
- (EN) Peng Peng, Metalworking in Bronze Age China: The Lost-Wax Process, Cambria Press, 2020, ISBN 978-1-60497-962-6.
- (EN) Jessica Rawson, 6. Western Zhou archaeology, in Loewe e Shaughnessy 1999, pp. 352-449, 1999.
- (EN) Edward L. Shaughnessy, Sources of Western Zhou History: Inscribed Bronze Vessels, University of California Press, 1992, ISBN 978-0-520-07028-8.
- (EN) Edward L. Shaughnessy, 5. Western Zhou History, in Loewe e Shaughnessy 1999, pp. 292-351, 1999.
- (ZH) Xiao Xianjin et al., 三星堆發現發掘始末 [Le scoperte e gli scavi a Sanxingdui dall'inizio alla fine], 2001, ISBN 7-220-05435-1.